# COVID-19 у Вінницькій області
Коронаві́русна хворо́ба 2019 (COVID-19) у Ві́нницькій о́бласті — розповсюдження коронавірусу COVID-19 територією Вінницької області.
Перший випадок появи коронавірусної хвороби виявлено на території Вінниччини 25 березня 2020 року.
Станом на весну 2022 року у Вінницькій області зареєстровано більше 100 тис. лабораторно підтверджених випадків захворювання на коронавірусну хворобу COVID-19.

## Хронологія

### 2020

#### Березень
25 березня 2020 року у Вінницькій області виявлено перший підтверджений випадок коронавірусу. Про це повідомив на брифінгу голова Вінницької ОДА Владислав Скальський.
Як повідомив завідувач відділу епідеміологічного нагляду та профілактики інфекційних захворювань Вінницького обласного лабораторного центру МОЗ України Степан Томин, інфікування коронавірусом підтверджене у мешканки Вінниці середнього віку, яка спілкувалась із особою, що повернулася з Польщі.
26 березня випадки зараження зафіксовано в Ладижині та у Вінниці. Про це повідомив голова Вінницької ОДА Владислав Скальський на своїй сторінці у Facebook.
Під час брифінгу 27 березня мер Вінниці Сергій Моргунов повідомив, що у Вінниці коронавірус виявили у 42-річної співробітниці пологового будинку, яка контактувала зі знайомими з Польщі, у її 5-річного небожа й у 4 її співробітниць. Також захворів 32-річний чоловік, який подорожував у Європі. Усі пацієнти перебувають в інфекційних боксах, їх стан стабільний.
27 березня UA:Вінниця повідомили, що серед інфікованих є й лікар онкологічного диспансеру. Після цього 34 працівників та пацієнтів закладу перевірили на наявність COVID-19. Під час перевірки контактних осіб коронавірус виявили у ще трьох лікарів та одного пацієнта. За інформацією заступниці директора департаменту охорони здоров'я Вінницької ОДА Надії Марусяк, яку вона надала «Суспільному», лікарню закрили на карантин.
28 березня стало відомо, що у Чернівецькому районі на коронавірус захворіла 2-річна дитина з багатодітної сім'ї. У населеному пункті, де живе родина, проводили дезинфекцію. Надзвичайна ситуація сталася в Подільському регіональному центрі онкології. У закладі на COVID-19 захворіли чотири працівники. У Жмеринці зафіксували перший випадок захворювання на коронавірус. Захворіла породілля. Під час збору анамнезу з'ясовано, що жінка була у контакті з особою, яка прибула з Італії. Пологи приймалися в ізольованій боксованій палаті для індивідуальних пологів. З 20.00 години 28 березня обмежили в'їзди в м. Вінницю, водії можуть в'їхати у місто лише з київського, немирівського та хмельницького напрямків. Онкодиспансер і пологовий будинок на карантині через коронавірус.
29 березня. У Вінниці більшість лабораторно підтверджених випадків зараження це контактні особи працівників медзакладів.
30 березня у Вінниці затвердили перший протокол для лікування хворих на COVID-19 розроблений кафедрою інфекційних хвороб Вінницького національного медуніверситету. Це медикаментозне лікування ще до етапу застосування апаратів штучної вентиляції легенів. До складу протоколу лікування входять антибіотики, зокрема, азитроміцин, протималярійні, антивірусні препарати, що застосовуються в боротьбі з ВІЛ і т. д..
31 березня у Гайсинському районі захворіли дитина та її мати. Пацієнти знаходяться в боксованих палатах інфекційного відділення Гайсинської районної лікарні. Обласний лабораторний центр отримав по лінії гуманітарної допомоги 18 наборів реагентів для проведення досліджень методом полімеразної ланцюгової реакції.

#### Квітень
5 квітня в обласній дитячій інфекційній лікарні знаходилась жінка з 10-місячним сином, обидва з вірусом. 5-річний хлопчик, племінник першої захворілої жінки, вже виписаний з лікарні. Він став другим пацієнтом у Вінниці, який одужав від інфекції. Під контролем сімейних лікарів у місті перебувало 694 особи: 224 людини, що прибули з-за кордону, 441 особа — члени їхніх сімей та контактні громадяни.
7 квітня у Вінницькій області заражену дитину, що перебуває на лікуванні у м. Могилів-Подільський, якій лише 2 роки й 7 місяців, підключили до апарату штучної вентиляції легенів. Стан дитини важкий, вона перебуває під постійним наглядом лікарів. Про це 7 квітня повідомив голова Вінницької ОДА Владислав Скальський. З 7 квітня Вінницька центральна районна лікарня функціонуватиме як інфекційна зі збереженням профілів. У лікарню планують перевести всіх пацієнтів з COVID-19, які зараз знаходяться в інших закладах.
8 квітня вперше лабораторія підтвердила наявність інфікованих у Немирівському та Козятинському районах. Серед хворих було 7 дітей, один з них через критичний стан був підключений до апарату штучної вентиляції легенів.
9 квітня в області найбільше випадків коронавірусу у Вінниці та Гайсині.
10 квітня вже шість людей одужали від COVID-19. Серед них є 73-річна жінка з важкими супутніми хворобами — гострим інфарктом і двобічною пневмонією, а також пацієнтка, яка першою заразилася у пологовому будинку № 2 та троє чоловіків, вік яких 32, 43, 55 років і жінка, якій 40 років.

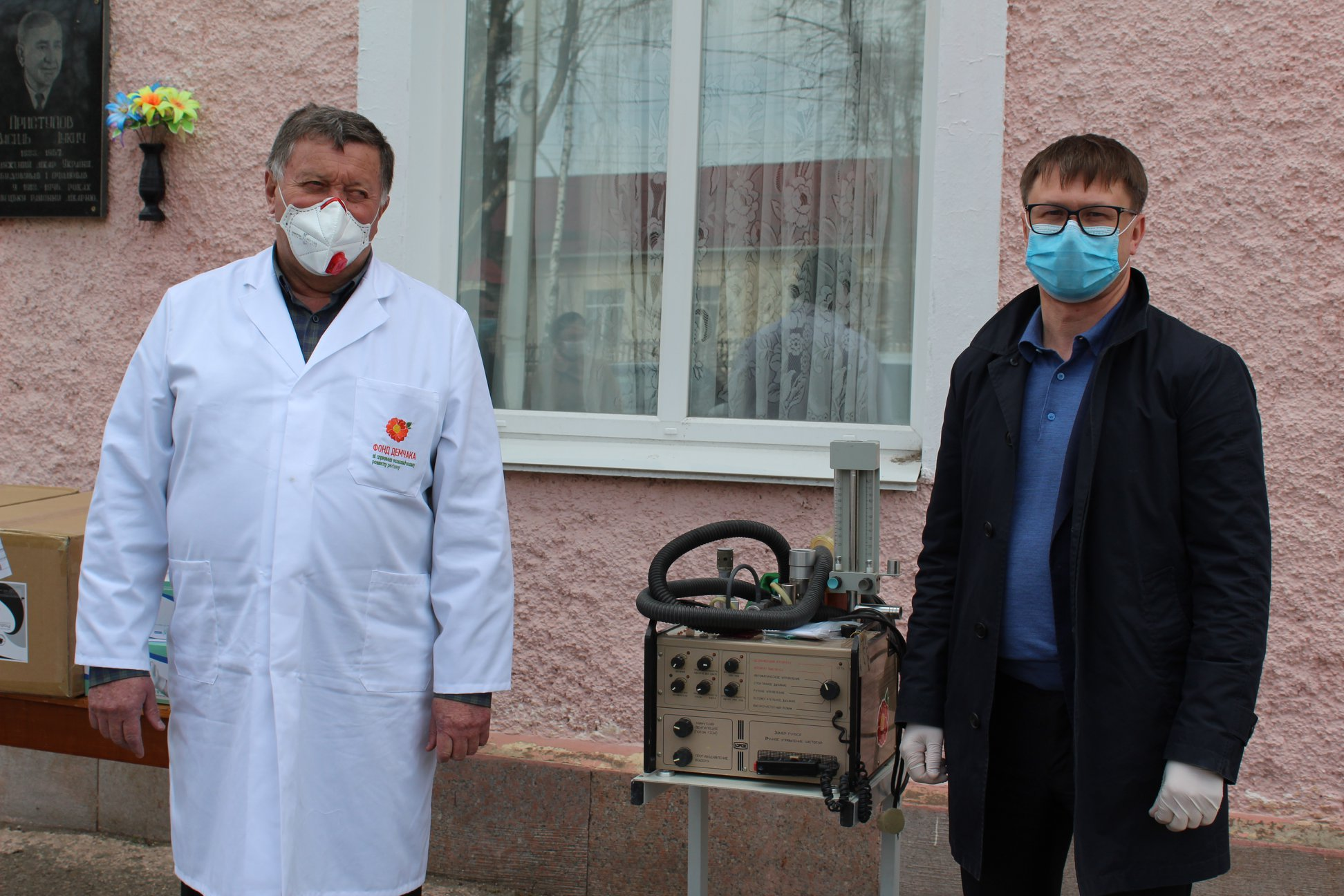
Надання допомоги лікарням Липовецького району

12 квітня зафіксовано 30 нових випадків у Калинівському районі, серед інфікованих 26 медичних працівників.
14 квітня одного з найскладніших молодших пацієнтів в Україні, дворічного Павлика, якого лікували у Могилів-Подільській окружній лікарні, після одужання від коронавірусної хвороби перевели до Вінницької дитячої обласної лікарні для подальшої реабілітації.
20 квітня повідомлено про перший летальний випадок від коронавірусу, померла 79-річна пацієнтка.
23 квітня за добу одужало 15 осіб, що є найкращим показником по Україні, всього в області одужало 45 осіб.
26 квітня з Калинівської центральної районної лікарні виписали всіх пацієнтів, які лікувались від COVID-19.
Станом на 28 квітня на Вінниччині здійснено 7 870 лабораторних досліджень методом полімеразної ланцюгової реакції, що є другим показником по регіонах країни після Києва. Ввечері очільник області Владислав Скальський повідомив про одужання 100 осіб у регіоні.
30 квітня Вінницький лабораторний центр отримав ампліфікатор для збільшення кількості тестувань.

#### Травень
3 травня кількість зареєстрованих випадків у місті Вінниця досягла 200, загалом в області зарєстровано 435 випадків, одужало 146 осіб, та повідомлено про четверту смерть.
5 травня на території Вінницької області у 454 випадках виявлений коронавірус, в тому числі у 28 дітей. Зареєстровано 5 летальних випадки від коронавірусної інфекції у дорослих. Одужало 216 осіб (в тому числі 15 дітей, 75 медичних працівників).
6 травня повідомлено про перший випадок інфікування у Бершадському районі, таким чином випадки інфікування COVID-19 зареєстровані у 25 регіонах Вінниччини. Волонтери розпочали збір коштів для реабілітації дворічного Павлика Лудковського із села Борівка, якого раніше Голова Віницької ОДА Владислав Скальський назвав символом боротьби з коронавірусною інфекцію на Вінниччині, так як хлопчик потребує тривалої реабілітації через ускладнення внаслідок перенесеної хвороби.
7 травня кількість людей, які одужали у Вінницькій області (254 особи) перевищила кількість хворих (226 осіб).
10 травня повідомлено про перший зареєстрований випадок інфікування у Шаргородському районі.
12 травня зафіксовано 27 нових випадків захворювання, зокрема 12 випадків у Жмеринському районі, серед захворілих працівники районної державної адміністрації та районної ради. В обласному центрі кількість зарєстрованих випадків досягла 300.
13 травня повідомлено про 48 нових виявлених випадків за добу.
14 травня зафіксовано сьому смерть від коронавірусу, помер 49-річний священник УПЦ МП із Вінниці, у якого також захворіли члени родини.
15 травня в Хмільницькій лікарні померла восьма людина від коронавірусу — пенсіонер 1940 року народження із села Уладівка.
Станом на 16 травня у Вінницькій області зафіксовано 700 випадків захворювання.
17 травня повідомлено про 3 летальних випадки.
Станом на 19 травня в області одужало 405 осіб.
20 травня повідомлено про хворобу Народного депутата України обраного у виборчому окрузі 18 Олега Мейдича.
22 травня в області виявлено 36 нових випадків захворювання, зокрема нових 10 випадків у Тиврівському районі (всього в районі зареєстровано 20 випадків). У той же час, за висновками МОЗ України Вінницька область готова до другого етапу виходу з карантину, зокрема, за показником охоплення тестуванням на COVID-19 Вінниччина займає одну з лідируючих позицій серед регіонів України, також відповідає вимогам МОЗ і показник завантаження ліжок в лікарнях області. Цього дня в області відновлено пасажирські перевезення.
24 травня 5 нових випадків зафіксовано у Хмільнику (усього в місті та районі з початку пандемії підтверджено 13 випадків). У Вінниці кількість захворювань перевищила 500 осіб. Загалом в області зафіксовано 889 випадків захворювань, 15 з них летальні, 475 осіб одужали.
27 травня повідомлено про одужання 500 осіб.
Станом на 31 травня в лабораторіях області проведено понад 20 тисяч тестувань.

#### Червень
1 червня кількість осіб, що захворіли перевищила 1000 та становить 1005 осіб, з яких 587 уже одужали.
8 червня в Хмільнику та Хмільницькому районі зафіксовано 7 нових випадків захворювання на COVID-19.
9 червня захворіла працівниця Вінницького апеляційного суду, приміщення суду продезинфікували. Десять нових випадків зареєстровано у Жмеринському районі, а кількість летальних випадків по області досягла 20 осіб. Також перший випадок зареєстровано у Чечельницькому районі.
12 червня у Вінницькій області зареєстровано 81 новий випадок захворювання, а область за показником інцидентності не готова до чергового етапу послаблення карантину. Вінницька міська комісія з питань техногенно-екологічної безпеки та надзвичайних ситуацій ухвалила рішення про посилення карантинних заходів. Зокрема, повідомляється про захворювання 23 водіїв «Вінницької транспортної компанії».
14 червня 100 випадків зафіксовано у Вінницькому районі, а у місті Вінниця кількість захворівших досягла 815 осіб.
17 червня кількість випадків захворювання в області досягла 1500, з яких уже одужало 915 осіб та 24 особи померло. Вінницька міська клінічна лікарня № 1 заповнена хворими на коронавірус. Зафіксовано 11 нових випадків у Крижопільському районі (всього 15 випадків), десять з яких у селі Джугастра.
18 червня коронавірусну хворобу виявлено у митрополита Вінницького та Барського Православної церкви України Симеона.
19 червня, коли зафіксовано черговий антирекорд по захворюваності в Україні, у Вінницькій області за добу кількість одужавших перевищила кількість нових випадків, проте зафіксовано чотири летальні випадки. Під час брифінгу міський голова Вінниці повідомив про виявдення 76 хворих на станції швидкої медичної допомоги. Також повідомлено про посилення карантинних заходів у місті Вінниця.
21 червня на Вінниччині від хвороби одужала 1001 особа.
22 червня за новими критеріями МОЗ для послаблення карантину показники Вінницької області відповідають для послаблення карантину.
25 червня в Україні встановлено черговий антирекорд, за добу підтверджено 994 нових випадки, всього з початку пандемії підтверджено 40008 випадків. У той же час у Вінницькій області зафіксовано 30 нових випадків, при цьому одужали 34 особи. Кількість інфікованих у місті Вінниці досягла 1012 осіб.
27 червня кількість інфікованих у Жмеринському районі (разом із містом Жмеринка) досягла 100 осіб.
28 червня Вінниччина опинилася у переліку областей, де складено найбільшу кількість протоколів за порушення умов карантину.

#### Липень
Станом 2 липня у Вінницькій області зафіксовано 30 летальних випадків від ускладнень викликаних коронавірусною хворобою.
8 липня кількість інфікувань в області досягла 2002 випадків, кількість підозр на інфікування — 3021, у той же час одужало 1412 осіб, за добу від хвороби померло двоє людей пенсійного віку, загальна кількість летальних випадків досягла 34.
10 липня у Шаргородському районі зафіксовано 10 нових випадків (всього 27), також 15 випадків за добу зафіксовано у м. Вінниці (всього 1165) та 9 випадків у Тиврівському районі (всього 61). Загалом за добу зафіксовано 39 випадків інфікування, також в області зафіксовано 2 смерті від коронавірусу (всього з початку пандемії від захворювання померло 36 осіб) та 41 особа одужала.
12 липня Вінницька область знову потрапила до переліку регіонів, де не можна послаблювати карантинні обмеження через невідповідний критерій динаміки захворюваності.
19 липня зафіксовано 40 смертельних випадків, спричинених коронавірусною хворобою (останній випадок у Бершадському районі).
21 липня померло ще дві особи — жінки 94 і 63 років.
23 липня кількість зафіксованих випадків у Калинівському районі досягла 101. У Бершадському районі зафіксовано 13 нових випадків, загальна кількість досягла 59.
27 липня перший випадок захворювання зафіксований у Піщанському районі. Також повідомлено про спалах захворюваності у Вінницькій обласній клінічній лікарні, захворіло 25 осіб.
29 липня зафіксовано 3 летальних випадки, всього від захворювання в області померло 50 осіб.
30 липня від хвороби одужала ще 21 особа, таким чином усього у Вінницькій області вилікувалось 2015 осіб (хворіє 633 особи). Два випадки інфікування виявили у Теплицькому районі, який став останнім регіоном області, в якому зафіксовані захворювання на COVID-19.
31 липня за висновком Центральної комісії з техногенно-екологічної безпеки згідно з новим поділом регіонів країни на зони карантину частина регіонів Вінницької області (місто Вінниця, Вінницький, Калинівський, Крижопільський, Немирівський та Тульчинський райони) опинилася у «жовтій зоні», усі інші — у «зеленій зоні».

#### Серпень
2 серпня кількість випадків у Чернівецькому районі зросла вдвічі, за добу зафіксовано 8 нових випадків, усього за період пандемії — 16 випадків.
4 серпня кількість виявлених захворювань у Тростянецькому районі досягла 102 (п'яте місце в області).
8 серпня у Вінниці виявлено ще 9 нових випадків, а загальна кількість захворювань у місті перевищила 1500 осіб, також двоє хворих померло. У Могилів-Подільському районі виявлено 7 нових випадків захворювання.
11 серпня кількість осіб, які захворіли в області від початку пандемії досягла 3002. У Вінницькому районі кількість осіб, що захворіли досягла 200, у Тиврівському — 102, у Хмільницькому — 100.
16 серпня зафіксовано 9 нових випадків у Могилів-Подільському районі, загальна кількість осіб, що захворіли досягла 106.
Станом на 18 серпня зареєстровано 70 летальних внаслідок ускладнень, що викликані коронавірусною хворобою у дорослих (м. Вінниця — 36, Вінницький та Тростянецький райони — по 4, Бершадський, Жмеринський та Літинський райони — по 3, Калинівський, Могилів-Подільський, Тульчинський, Хмільницький райони — по 2, Козятинський, Крижопільський, Немирівський, Теплицький, Томашпільський, Тиврівський, Чернівецький, Ямпільський райони та м. Ладижин — по 1 випадку).
19 серпня зафіксовано 51 новий випадок, зокрема 18 випадків у Вінниці та 11 у Могилів-Подільському районі. Також новий випадок у Чечельницькому районі (всього 2 випадки). Одужало 36 осіб, 1 людина померла.
20 серпня в Україні зафіксовано черговий антирекорд по захворюваності (2134 нових випадки), з них 82 випвдки на Вінниччині, серед яких 39 осіб захворіло у місті Вінниця.. В той же час, Вінницька область потрапила до зеленої карантинної зони.
21 серпня на Вінниччині зафіксовано 72 нових випадки, зокрема 30 — у м. Вінниця, 15 — у Могилів-Подільському районі, 10 — у Жмеринському районі.
22 серпня в області захворіло 75 осіб, зокрема 36 випадків зафіксовано у Вінниці та 11 випадків у Могилів-Подільському районі. Серед захворілих 12 медичних працівників.
29 серпня на Вінниччині захворіло 72 особи. Кількість осіб, що захворіли, у Бершадському районі досягла 105, а у Шаргородському та Козятинському — по 100 осіб.
30 серпня у Вінницькій області зареєстровано 76 нових випадків, 41 з яких припадає на обласний центр.
31 серпня кількість інфікованих в обласному центрі досягла 2011 осіб.

#### Вересень
1 вересня за добу в області зафіксовано 51 новий випадок, а загальна кількість інфікованих з початку пандемії досягла показника 4044 особи.
4 вересня два випадки зафіксували серед вчителів у селі Павлівка Калинівського району, через що школу, окрім початкових класів, перевели на карантин.
6 вересня кількість людей, що одужали досягла 3014 осіб, у той же час кількість нових захворювань за добу переважає.
9 вересня загальна кількість захворювань у Вінницькому районі досягла 304.
10 вересня в області зафіксовано рекордні 103 нових випадки захворювань, до цього кількість випадків протягом доби не перевищувала сотні. Вінниця, Козятин та Вінницький район увійшли до «помаранчевої» карантинної зони, ще кілька районів області — до «жовтої» (нове епідемічне зонування діятиме з 14 вересня).
14 вересня кількість інфікованих у Жмеринському районі за весь період пандемії досягла 200 осіб (третє місце в області).
16 вересня в області захворіло 94 особи, зокрема в обласному центрі 59 осіб. Кількість інфікованих за весь період у Калинівському районі досягла 200 осіб (четверте місце в області).
17 вересня в Україні зафіксовано новий антирекорд по захворюваності (3584 випадки за добу), в той час у Вінницькій області уже захворіло 5039 осіб (58 нових випадків за добу).
21 вересня зафіксовано 2 нових летальних випадки, усього в області внаслідок ускладнень від хвороби померла 101 людина.
22 вересня у гімназії № 1 м. Могилів-Подільський коронавірусну хворобу виявлено у 4 вчителів, майже 700 учнів відправили на самоізоляцію.
24 вересня зафіксовано 101 новий випадок.
25 вересня зафіксовано 97 нових випадків, а у Хмільницькому районі загальна кількість захворювань досягла 200 осіб (7 нових випадків за добу).
26 вересня на Вінниччині за добу зафіксовано антирекорд у 131 випадок, троє людей померло від хвороби (всього померло 110 осіб), в обласному центрі зафіксовано 75 нових випадків, у Могилів-Подільському районі кількість захворювань досягла 204 осіб, у Козятинському районі — 200 осіб.
27 вересня зафіксовано 116 нових випадків, у Вінниці кількість осіб, що захворіли досягла показника 3014, у Немирівському районі — 103, також одразу 6 нових випадків зафіксовано у Теплицькому районі (всього 13).
29 вересня зафіксовано 89 нових випадків, а загальна кількість за весь період пандемії перевищила шеститисячний показник. Усього 100 випадків зафіксовано на Томашпільщині. У той же час в області за добу одужало 145 осіб.
30 вересня виявлено 132 нових випадки. У Вінниці виявили 81 новий випадок, а у Літинському районі кількість хворих досягла 102 особи, у той же час не зафіксовано жодної смерті від коронавірусу. Заповненість ліжок у 19 опорних лікарнях зросла до 60 %, найбільше завантажені МКЛ № 1 та Вінницька ЦРЛ.

#### Жовтень
1 жовтня виявлено 114 нових випадків, у той же час кількість осіб, що одужали зросла до 4043 (45 за добу), у Немирівському районі зафіксовано 19 нових випадків, а у Вінницькому районі загальна кількість осіб, що захворіли досягла 413 (15 за добу). Також 14 нових випадків зафіксовано на Козятинщині У Вінницькій районній лікарні залишилося одне вільне ліжко для хворих на COVID-19
2 жовтня зафіксовано 144 нових випадки, серед них 81 випадок в обласному центрі та 10 у Немирівському районі.
4 жовтня зафіксовано рекордні 162 нових випадки, зокрема 78 — у Вінниці, 12 — у Немирівському районі та 10 — у Вінницькому районі. Усього за весь час виявлено 201 випадок у Тиврівському районі.
5 жовтня серед 106 зафіксованих в області випадків 11 осіб захворіли у Теплицькому районі (за весь час 33 випадки).
7 жовтня протягом доби зафіксовано 144 нових випадки, а загальна кількість по області досягла позначки у 7075 випадків. Найбільше зафіксовано у м. Вінниці (73 випадки), у Тиврівському (10 випадків), у Вінницькому та Барському районах (по 9 випадків).
10 жовтня серед 135 нових випадків 62 зафіксовано в обласному центрі, по 19 випадків у Вінницькому (всього 501) та Тиврівському районах. У Тульчинському районі за весь період захворіло 100 осіб.
13 жовтня за добу одужало 105 осіб, а захворіло 89 осіб, також зафіксовано 1 смертельний випадок.
14 жовтня зафіксовано 120 нових випадків, 4 смерті, 89 осіб одужали. У Калинівському районі за весь період захворіла 301 особа
15 жовтня кількість інфікованих за весь період у місті Вінниці досягла 4016 осіб.
16 жовтня за добу зафіксовано 129 нових випадків, загальна кількість захворювань на Вінниччині за весь період пандемії — 8072 особи. Протягом доби захворіло 69 осіб у м. Вінниці, 16 — у Жмеринському районі, 12 — у Вінницькому районі. У Немирівському районі за весь час захворіло 204 особи (дев'яте місце). Всього в області від коронавірусної хвороби померло 140 осіб.
17 жовтня зафіксовано 163 нових випадки, зокрема 77 — у м. Вінниці, 16 — у Тиврівському районі, 10 — у Гайсинському районі. За весь період зафіксовано 10125 підозр на коронавірус.
18 жовтня зафіксовано 123 нових випадки, 106 осіб одужали (всього одужало 5095 осіб), ще 4 особи померли. Серед нових випадків 52 зафіксовано в обласному центрі, 14 — у Козятинському районі. У Бершадському районі за весь період захворіла 201 особа (десяте місце за захворюваністю в області).
19 жовтня у Вінницькій області зафіксовано 62 нових випадки, зокрема 31 — у Вінниці та 10 — у Козятинському районі. У Жмеринському районі, четвертому регіоні по захворюваності в області, загальна кількість випадків досягла 303 (4 нових за добу).
20 жовтня зафіксовано 105 нових випадків, зокрема 57 — у Вінниці, 8 — у Тиврівському районі (усього 302). Також у Гайсинському районі за весь період захворіло 100 осіб.
21 жовтня зафіксовано 121 новий випадок, зокрема 47 — у Вінниці, 11 — у Козятинському районі (всього 309) та 10 — у Вінницькому районі. 87 осіб одужало та 4 померло (за весь період померло 152 особи).
22 жовтня зафіксовано 138 нових випадків, з них 78 — у Вінниці, 10 — у Тиврівському районі, 9 — у Томашпільському районі, 7 — у Барському районі (всього 104 випадки в районі).
23 жовтня в області зафіксовано 141 новий випадок, зокрема 64 — у Вінниці, по 11 — у Жмеринському та Калинівському районах, 10 — у Козятинському районі. Зарєстровано 5 летальних випадків.
24 жовтня в області зафіксовано 158 нових випадків (всього 9083 випадки), найбільше з яких зафіксовано у Вінниці — 49, Теплицькому районі — 17, Жмеринському районі — 16, Гайсинському районі — 11. В Оратівському районі виявлено 5 нових інфікувань (за весь період — 20), ще 5 осіб у області померли вналідок ускладнень від хвороби.
25 жовтня зафіксовано 163 нових випадки, 77 з яких у місті Вінниці, 18 — у Томашпільському районі, 16 — у Вінницькому районі (всього у районі захворіло 605 осіб)
26 жовтня у Вінницькій області виявлено 157 нових випадків, серед них: 57 — у Вінниці, 17 — у Вінницькому районі, 14 — у Козятинському районі, 12 — у Калинівському районі, 11 — у Жмеринському районі, по 10 — у Немирівському та Тиврівському районах. За весь період по 100 осіб захворіли у Іллінецькому та Погребищенському районах.
27 жовтня захворіло 105 осіб (зокрема 43 — у Вінниці, 11 — у Козятинському районі, 10 — у Гайсинському районі), одужало 134 особи.
28 жовтня зареєстровано 191 новий випадок у Вінницькій області, найбільше у Вінниці — 76, у Тиврівському районі — 14, у Калинівському районі — 12, у Козятинському та Іллінецькому районі — по 11. У Хмільницькому районі за весь період захворіло 304 особи (9 осіб протягом останньої доби).
29 жовтня кількість осіб, що захворіли в області досягла позначки 202, зокрема 91 випадок — у Вінниці, 15 — у Тиврівському районі, 14 — у Гайсинському районі, 12 — у Вінницькому районі. У Липовецькому районі за весь період захворіло 102 особи (7 протягом останньої доби). Від коронавірусної хвороби на Вінниччині уже одужало 6084 особи (96 за останню добу).
30 жовтня в області зафіксовано 216 нових випадків, таким чином за весь час на Вінниччині виявлено 10117 випадків. Більше половини — 114 випадків за добу зафіксовано у Вінниці, також 15 випадків — у Вінницькому районі, 13 випадків — у Бершадському районі, 12 — у Хмільницькому районі, 11 — у Козятинському районі, 10 — у Калинівському районі.
31 жовтня виявлено 227 нових захворювань, в обласному центрі загальна кількість перевищила п'ять тисяч випадків (90 випадків протягом останньої доби), також по 16 випадків зафіксовано у Жмеринському та Шаргородському районах, 15 — у Немирівському районі, 14 — у Літинському районі, по 12 — у Тиврівському та Козятиському районах.

#### Листопад
1 листопада зафіксовано 233 нових випадки, зокрема 111 — у м. Вінниці, 40 — у Тиврівському районі, 15 — у Калинівському районі (в обох районах загальна кількість інфікованих перевищила 400 осіб), 13 — у Томашпільському районі та 10 — у Вінницькому районі.
2 листопада зафіксовано 214 нових випадків, з них 84 — у Вінниці, 25 — у Теплицькому районі (всього 108), 15 — у Іллінецькому районі, 14 — у Тиврівському районі, 12 — у Вінницькому районі, 11 — у Тульчинському районі, 10 — у Липовецькому районі.
3 листопада кількість зареєстрованих випадків на Вінниччині досягла 11098, при цьому за добу захворіло 307 осіб, також 100 осіб одужало та 5 померло. Серед зафіксованих випадків протягом останньої доби найбільше захворіло у Вінниці (123), Козятинському районі (43), Бершадському районі (18), Томашпільському районі (17), Гайсинському районі, Теплицькому районі (по 16), Немирівському районі (13). Загальна кількість осіб, що захворіли за весь період у Жмеринському районі перевищила 400 осіб, а у Шаргородському районі досягла показника 200 осіб.
4 листопада захворіло 267 осіб, серед яких 63 — у Вінниці, 26 — у Тиврівському районі, 22 — у Бершадському районі (300 осіб за весь період), 17 — у Калинівському районі, 15 — у Жмеринському районі, 13 — у Іллінецькому районі, по 12 — у Вінницькому (711 осіб за весь період) та Шаргородському районах, 10 — у Хмільницькому районі. За останню добу одужало 140 осіб та 5 померло внаслідок ускладнень від хвороби.
5 листопада зафіксовано 279 нових випадків, зокрема 107 — у Вінниці, 20 — у Літинському районі, 18 — у Козятинському районі, 16 — у Жмеринському районі, по 12 — у Вінницькому, Іллінецькому та Калинівському районах, по 10 — у Тиврівському та Теплицькому районах. У Немирівському районі загальна кількість випадків досягла 300. Всього померло уже 204 особи (6 за останню добу): Вінниця — 82 випадки, Вінницький та Жмеринський райони — по 12, Бершадський район — 11, Козятинський район -10, Хмільницький райони — 9, Барський район — 8, Тростянецький та
Могилів-Подільський райони — по 7, Тульчинський район — 6, Калинівський та Немирівський райони — по 5, Гайсинський та Тиврівський райони — по 4, Літинський район — 3, Крижопільський, Погребищенський, Піщанський, Теплицький, Томашпільський, Чернівецький райони та місто Ладижин — по 2, Іллінецький, Липовецький, Муровано-Куриловецький, Оратівський та Ямпільський райони — по 1 випадку.
6 листопада коронавірус вперше виявлено у 279 осіб, зокрема у Вінниці — 109 випадків; Козятинському районі — 23, Хмільницькому та Шаргородському районі — по 17, Тиврівському районі — 16 (всього — 502), Жмеринському районі — 14, Томашпільському районі — 13, Іллінецькому районі — 11, Могилів-Подільському районі — 10. За добу від коронавірусу померло 8 осіб. На засіданні Державної комісії з питань техногенно-екологічної безпеки та надзвичайних ситуацій прийнято рішення про віднесення з понеділка (9 листопада) міста Козятин та Тиврівського району до «червоної карантинної зони».
7 листопада виявлено хворобу у 293 осіб (загальна кількість за весь період перевищила 12 тисяч випадків), найбільше у м. Вінниця — 95, Тиврівському районі — 26, Козятинському районі — 25, Калинівському районі — 22, Томашпільському районі — 19, Немирівському районі — 18; Гайсинському районі — 12, Іллінецькому, Погребищенському та Шаргородському районах — по 11 випадків. У Козятинському районі за весь час виявлено 518 випадків хвороби, а в Іллінецькому районі — 200 випадків. Протягом доби в області зафіксовано 6 смертей від коронавірусу, при цьому 111 осіб одужало.
8 листопада захворіло 204 особи, з них у м. Вінниця — 94, Козятинському районі — 17, Жмеринському районі — 14, Немирівському та Теплицькому районах — по 11 осіб. Наразі одужало 7110 осіб, хворіє 5093 особи.
9 листопада зафіксовано 147 випадків, найбільше з яких у Вінниці (75) та Жмеринському районі (14). Також зафіксовано 8 летальних випадків.
Станом на 10 листопада зареєстровано 14656 підозр  на коронавірусну хворобу. У 12767 осіб виявлений коронавірус, в тому числі у 587 дітей.
Всього в області зареєстровано 229 летальних випадків. Впродовж доби зареєстровано 2 летальних випадки:
1. чоловік, з Барського району, 73 роки, з серцево-судинною патологією;
2. жінка, з Бершадського району, 91 рік, з важкою серцево-судинною патологією.

Щодо захворюваності серед медиків:
- одужало — 793 медпрацівників;
- хворіє — 433.[176]

Серед зареєстрованих нових випалків найбільше у м. Вінниця — 80 (за весь період — 6028), Липовецькому районі — 19, Тиврівському районі — 14, Гайсинському районі — 13 (за весь період — 203), Бершадському районі — 12. У той же час в області одужало за добу 214 осіб.
11 листопада коронавірус вперше виявлено у 205 осіб, найбільше у Вінниці — 70, Козятинському районі — 24, Хмільницькому районі — 15, Немирівському районі — 12, Жмеринському районі — 10.
12 листопада загальна кількість випадків на Вінниччині досягла 13154, протягом доби зафіксовано 182 нових випадки, при цьому одужало 243 особи та 4 померло. Найбільше нових випадків зафіксовано у м. Вінниці (62), Козятинському і Теплицькому районі (по 16), Тиврівському районі (15), Бершадському районі (12). Загальна кількість зафіксованих випадків у Калинівському районі перевищила 500 осіб, у Могилів-Подільському районі — 300 осіб, Крижопільському районі — 100 осіб.
13 листопада коронавірус вперше виявлено у 214 осіб, зокрема у м. Вінниця — 88, Іллінецькому районі -— 19, Тульчинському районі — 11 (за весь період кількість випадків досягла 209), Погребищенському районі — 10.
14 листопада коронавірус вперше виявлено у 260 осіб. Найбільше випадків у Вінниці — 134, Козятинському районі — 23, Тиврівському районі — 14, Немирівському районі — 12, Вінницькому районі — 10. У Козятинському районі за весь період захворіло понад 600 осіб, а у Хмільницькому районі — 400.
15 листопада коронавірусну хворобу виявлено у 216 осіб, найбільше захворіло у Вінниці — 109 осіб, Теплицькому районі — 15, Калинівському районі — 13, Могилів-Подільському районі — 12, Немирівському районі — 10.
16 листопада виявлено 104 нових випадки, зокрема у Вінниці — 34, Козятинському районі — 14; Гайсинському та Жмеринському районах — по 12. За весь час 600 випадків зафіксовано у Тиврівському районі та понад 200 випадків у Теплицькому районі.
17 листопада за добу в області зафіксовано 156 нових випадків (всього 14104) та одужало 174 особи (всього 8145). Найбільше нових випадків зафіксовано у Вінниці — 63, Козятинському районі — 29, Тиврівському районі — 15, Томашпільському районі — 14. У Липовецькому районі за весь період пандемія захворіло 200 осіб.
18 листопада зареєстровано 202 нових випадки, найбільше у Вінниці (97), Тиврівському (16) та Калинівському районах (12). У Вінницькому районі кількість захворювань за весь період досягла 803 особи. Протягом доби зареєстровано 3 летальних випадки.
19 листопада захворювання вперше виявлено у 226 осіб, зокрема у Вінниці зафіксовано 128 випадків, Козятинському районі — 21 випадок та в Іллінецькому районі — 11 випадків. За добу зафіксовано 6 смертельних випадків, 106 осіб одужали. У Томашпільському районі за весь період зафіксовано 300 випадків хвороби.
20 листопада коронавірус вперше зафіксовано у 325 осіб, найбільше у Вінниці — 140, Немирівському районі — 27 (всього — 421), Тиврівському районі — 20, Літинському районі — 19 (всього — 317), Теплицькому районі — 17, Іллінецькому районі — 16. Протягом доби від ускладнень, спричинених коронавірусною хворобою, померло 6 осіб.
21 листопада виявлено коронавірус у 306 осіб, зокрема у м. Вінниця — 134, Калинівському районі — 24, Могилів-Подільському та Чечельницькому районах — по 19, Бершадському районі — 17, Гайсинському районі — 16, Вінницькому районі — 13, Літинському районі — 10. Зареєстровано 6 летальних випадків. Загальна кількість випадків у Вінницькій області перевищила 15 тисяч, а у Вінниці — 7 тисяч.
22 листопада коронавірус вперше виявлено у 151 особи, серед виявлених випадків найбільше зафіксовано у Вінниці — 43, Томашпільському районі — 19, Козятинському районі — 18, Калинівському районі — 13 та Вінницькому районі — 10. У Козятинському районі за весь період захворіло понад 700 осіб.
23 листопада зафіксовано 161 новий випадок, найбільше у Козятинському районі — 44, Теплицькому районі — 39, м. Вінниця — 37. Загальна кількість випадків у Бершадському районі досягла показника у 405 осіб (дев'яте місце в області).
24 листопада коронавірус виявлено у 182 осіб, зокрема у м. Вінниця — 81 випадок, у Тиврівському районі — 14, Томашпільському районі — 13, Іллінецькому районі — 12, Тульчинському та Літинському районах — по 11, Ямпільському районі — 10. В Іллінецькому районі загальна кількість осіб, шо захворіли — понад 300, у Тростянецькому районі — 200, у Ямпільському районі — 100.
25 листопада кількість нових випадків в області зросла до 326 (найбільше: м. Вінниця — 119, Козятинський район — 30, Жмеринський район — 28, Вінницький район — 25, Калинівський район — 22, Теплицький район — 19, Тиврівський район — 16, Іллінецький район — 14, Літинський район — 10). Кількість осіб, що захворіли у Калинівському районі перевищила 600. Одужало 114 осіб (всього — 9005 осіб), ще 6 осіб померло.
26 листопада зафіксовано 386 випадків захворювання, серед регіонів області найбільше виявлено у Вінниці (143), Іллінецькому районі (30), Жмеринському районі (28), Томашпільському районі (27), Гайсинському районі (16), Могилів-Подільському районі (14), Тульчинському та Козятинському районах (по 13), Шаргородському районі (12), Крижопільському районі (11) та Хмільницькому районі (10). В Козятинському районі уже зафіксовано понад 800 випадків, у Жмеринському районі — понад 600, у Шаргородському районі — понад 300, у Барському районі — понад 200.
27 листопада захворювання виявлено у 340 осіб, серед них у м. Вінниця — 122 особи, Вінницькому районі — 27, Жмеринському районі — 24, Літинському районі — 17, Оратівському райноні — 14, Бершадському, Теплицькому районоах та м. Ладижин — по 13, Тиврівському та Хмільницькому районах — по 12, Барському районі — 11, Козятинському та Немирівському районах — по 10. Загальна кількість випадків у Вінницькому районі перевищила 900 випадків, Тиврівському районі — 700, Теплицькому районі — 300.
28 листопада коронавірус виявлено у 341 особи, зокрема у Вінниці захворіло 110 осіб, у Козятинському районі — 35, у Теплицькому районі — 28, Калинівському районі —22, Тиврівському та Немирівському районах — по 17, Ямпільському районі — 16, Вінницькому районі — 13, Липовецькому районі — 11, Крижопільському районі — 10. У Могилів-Подільському районі за весь період захворіли 404 особи, а у м. Ладижин — 101 особа. В області загальна кількість захворювань перевищила 17 тисяч, також протягом доби внаслідок хвороби померло 7 осіб. Серед тих хто одужав від хвороби 1009 медпрацівників, ще 500 хворіють.
29 листопада коронавірус вперше виявлено у 221 особи, зокрема у м. Вінниця — 84, Гайсинському районі — 20, Козятинському районі — 18, Немирівському районі — 15, Вінницькому районі — 12, Бершадському районі — 11.
30 листопада захворіло 133 особи, найбільше випадків зафіксовано у Вінниці (34), Немирівському районі (19), Жмеринському та Теплицькому районах (по 15), Калинівському районі (10). У Немирівському районі за весь період захворіло уже 503 особи.

#### Грудень
1 грудня коронавірус виявлено у 164 осіб, найбільше випадків зафіксовано у Вінниці (103), Томашпільському районі (18) та Козятинському районі (16).
2 грудня коронавірусну хворобу виявлено у 146 осіб, найбільше у Вінниці (54), Вінницькому районі (15), Калинівському районі (14) та Теплицькому районі (10). Кількість осіб, які отримали позитивний тест на коронавірус за весь період в обласному центрі перевищила 8 тисяч, а у Гайсинському районі загальна кількість уже перевищила 300 осіб. За добу в області одужало 150 осіб. У той же час протягом доби від ускладнень померло 8 осіб (всього 302 особи: Вінниця — 115, Вінницький район — 19, Жмеринський та Козятинський райони по 17, Барський район — 16, Бершадський район — 13, Хмільницький район — 12, Могилів — Подільський та Тульчинський райони — по 10, Калинівський та Тростянецький райони — по 9, Гайсинський, Літинський, Немирівський та Тиврівський райони — по 6, Шаргородський район — 4, Теплицький, Ямпільський райони та місто Ладижин — по 3, Іллінецький, Крижопільський, Липовецький, Погребищенський, Піщанський, Томашпільський, Чечельницький, Чернівецький райони — по 2, Муровано-Куриловецький та Оратівський райони — по 1 випадку).
3 грудня кількість осіб, що одужали від коронавірусної хвороби у Вінницькій області, перевищила 10 тисяч (178 осіб протягом доби). У той же час нових випадків захворювання — 273, зокрема у Вінниці — 97, Козятинському районі — 22 (всього 910), Томашпільському районі — 18 (всього 409), Жмеринському районі — 14, Крижопільському та Немирівському районах — по 13, Гайсинському районі — 11, Ладижині — 10. Методом імуноферметного аналізу досліджено 7801 зразок. У результаті досліджень у 100 осіб виявлені імуноглобуліни М та у 120 осіб виявлені імуноглобуліни G. Серед медичних працівників всього зареєстровано 1567 (8,7 %) лабораторно підтверджених випадків коронавірусної хвороби, за останню добу захворіло 13 медичних працівників.
4 грудня кількість захворювань в області перевищила 18 тисяч, а протягом доби зафіксовано 281 новий випадок. Найбільша кількість зафіксовано у Вінниці (122), Бершадському районі (19), Калинівському та Ямпільському районах (по 17), Жмеринському районі (16), Немирівському районі (14), Козятинському районі (12), Тиврівському районі (10). У Калинівському районі загальна кількість випадків досягла 700.
5 грудня зафіксовано 205 нових випадків, зокрема 82 — у Вінниці, 20 — у Козятинському районі, 12 — у Жмеринському районі, 11 — у Вінницькому районі, 10 — у Томашпільському районі. Загальна кількість випадків у Жмеринському районі перевищила 700 осіб, а у Іллінецькому — 400 осіб.
6 грудня коронавірус вперше виявлено у 111 осіб, найбільше випадків у Вінниці — 62; Вінницькому та Жмеринському районах — по 11. Зокрема захворіло 23 медичних працівники.
7 грудня Коронавірус виявлено у 127 осіб, як і за попередню добу найбільше випадків виявлено у Вінниці (73), Вінницькому районі (13) та Жмеринському районі (10). Загальна кількість випадків у Вінницькому районі — 1001. При цьому протягом доби в області одужало 179 осіб.
8 грудня зафіксовано 110 нових випадків, при цьому одужало 175 осіб. У той же час, у Мурованокуриловецькому та Піщанському районах, де за весь період виявлено найменше випадків в області, зафіксовано 6 і 4 випадки за добу відповідно.
9 грудня виявлено 165 нових випадків захворювань, більше половини з яких (86) зафікчсовано в обласному центрі. В той же час одужало протягом доби 194 особи (всього одужало від коронавірусу 11097 осіб).
10 грудня кількість нових випадків за добу знову зросла до 218 випадків, а всього на Вінниччині уже захворіло понад 19 тисяч осіб. Найбільше протягом доби виявлено нових випадків у м. Вінниця — 71, Калинівському районі — 23, Немирівському районі — 17, Козятинському районі — 16, Жмеринському районі — 14, Гайсинському та Іллінецькому районах — по 10. У Бершадському районі за весь період уже захворіло понад 500 осіб. У той же час протягом доби одужало 159 осіб та зафіксовано 6 летальних випадків.
11 грудня виявлено 275 нових випадків, найбільша кількість зафіксована у м. Вінниця — 117, Жмеринському районі — 16, Вінницькому та Козятинському районі — по 15, Томашпільському районі — 13, Калинівському та Могилів-Подільському районі — по 10. У Теплицькому районі за весь період зафіксовано уже 401 випадок.
12 грудня зафіксовано 199 випадків коронавірусної хвороби. Більша частина випадків зафіксована в обласному центрі — 103, також 15 випадків зафіксовано у Жмеринському районі та по 10 випадків у Бершадському та Чернівецькому районах, при цьому в останньому загальна кількість випадків — 76. Більше 500 випадків за весь період виявлено у Хмільницькому районі. Протягом доби 157 осіб одужали, летальних випадків не зафіксовано.
13 грудня коронавірус виявлено у 121 особи, найбільша кількість зафіксована у м. Вінниця — 85 та у Жмеринському районі — 13. Одужало 168 осіб, 5 людей померло.
14 грудня зафіксовано зменшення кількості випаків за добу до 65, при цьому зберігається тенденція найбільшої кількості зафіксованих випадків у Вінниці (20) та Жмеринському районі (13), у якому всього виявлено уже 805 випадків. Крім того, 9 випадків за добу виявлено у Мурованокуриловецькому районі (всього 80). Одужало 115 мешканців області.
15 грудня виявлено 111 нових випадків, з яких 42 у місті Вінниці та 12 у Калинівському районі. За весь період кількість осіб, що захворіли у Вінниці перевищила 9 тисяч, а в Козятинському районі — 1 тисячу. Також за добу одужало 211 осіб, а за весь період понад 12 тисяч, в той же час протягом доби зафіксовано 6 летальних випадків.
16 грудня зафіксовано 116 нових випадків, а загальна кількість випадків у Вінницькій області досягла 20091. Найбільше протягом доби захворіло у Вінниці (64) та Калинівському районі (18). Також зафіксовано 188 одужань хворих та 4 летальних випадки.
17 грудня кількість нових випадків знову зросла до 226 на добу, зокрема у Вінниці зафіксовано 105 випадків, Козятинському районі — 19, Жмеринському районі — 16, Крижопільському районі — 11, Вінницькому районі — 10. У Калинівському районі загальна кількість випадків перевищила 800, а у Чечельницькому районі досягла показика у 100 осіб. За добу в області одужало 179 осіб.
18 грудня зафіксовано 259 нових випадків COVID-19, найбільша кількість у м. Вінниця — 141, Могилів-Подільському районі — 16, Немирівському районі — 13, Бершадському районі — 12. Уже понад 300 випадків зафіксовано у Тульчинському районі. За добу в області одужало 216 осіб, померло 3 особи (за весь період кількість летальних випадків — 350).
19 грудня виявлено 203 нових випадки, найбільшу кількість зафіксовано у Вінниці — 71, а також у Вінницькому районі — 20, Гайсинському районі — 12, Чечельницькому районі — 11. При цьому одужало 229 осіб за добу.
20 грудня захворіло 175 осіб, найбільша кількість випадків зафіксована у Вінниці — 58, Хмільницькому районі — 15, Козятинському районі — 14, Томашпільському районі — 12. Уже виявлено понад 800 випадків у Тиврівському районі та 100 випадків у Мурованокуриловецькому районі. Також протягом доби одужало 170 осіб (всього хворобу уже подолали понад 13 тисяч мешканців області).
21 грудня зафіксовано 79 нових випадків, найбільше у Жмеринському районі (20), м. Ладижині (16), м. Вінниці (15), Барському районі (13). Всього захворіло понад 21 тисяча осіб. За добу одужало 134 особи.
22 грудня виявлено 110 нових випадків, при цьому 92 випадки зафіксовано в обласному центрі. Одужало 209 осіб.
23 грудня коронавірус вперше виявлено у 114 осіб, повторно — у 5 пацієнтів. Найбільше за добу заїхворіло у Вінниці (52) та Калинівському районі (10). За добу одужало 208 осіб, зафіксовано 7 летальних випадків.
24 грудня коронавірус вперше виявлено у 231 особи, зокрема у м. Вінниця — 109, Жмеринському районі — 26, Тиврівському та Тульчинському районах — по 13, Козятинському районі — 12, Вінницькому районі — 11. Одужало 216 осіб, померло 4 особи.
25 грудня виявлено 208 нових випадків захворювання, зокрема 81 у м. Вінниця, 17 у Бершадському районі, 13 у Жмеринському районі, 12 у Вінницькому районі, по 11 у Гайсинському та Тиврівському районах. У Жмеринському районі кількість захворювань за весь період досягла 903 особи, Немирівському районі — 600 осіб, Могилів-Подільському районі — 500 осіб. За добу одужало 174 особи.
26 грудня коронавірус виявлено у 160 осіб. Найбільше випадків зафіксовано у м. Вінниця — 65, Вінницькому районі — 14, Жмеринському районі — 12, Козятинському та Гайсинському районах — по 10. За добу одужало ще 185 осіб, а всього уже побороли хворобу понад 14 тисяч жителів Вінницької області.
27 грудня виявлено 103 нових випадки, з яких 71 у Вінниці та 13 у Жмеринському районі. Кількість випадків захворювання у Барському районі досягла 305 (7 за останню добу). Також в області за добу одужало 175 осіб та 3 особи померло.
28 грудня зафіксовано 48 нових випадків (загальна кількість перевищила 22 тисячі), зокрема 25 нових випадків зарєстровано в обласному центрі. Одужало 258 осіб, 3 хворих померли.
29 грудня у Вінницькій області зафіксовано 70 осіб, одужало 209 осіб, 5 осіб померло. У Вінниці виявлено 43 нових випадки, а загальна кількість випадків за весь період перевищила 10 тисяч.
30 грудня коронавірус вперше виявлено у 163 осіб, зокрема у м. Вінниці — 75, м. Ладижині — 21, Тиврівському районі — 11. У Гайсинському районі кількість інфікованих перевищила 400 осіб, а у Ладижині — 200 осіб. В області одужало за добу 220 осіб, всього побороли хворобу уже понад 15 тисяч осіб. Також зафіксовано 7 нових летальних випадків.
31 грудня коронавірус виявлено у 259 осіб, найбільша кількість нових хворих у м. Вінниця — 94, Гайсинському районі — 25, Козятинському районі — 22, Жмеринському районі — 21, Вінницькому районі — 16, Хмільницькому районі — 10. Повторно коронавірус виявлено у 10 хворих. Одужало 214 осіб, померло 2 особи.

### 2021

#### Січень
1 січня в області зафіксовано 236 нових випадків, при цьому одужало 109 осіб. Найбільше виявлено захворювань у Вінниці (107), Жмеринському районі (16), Іллінецькому районі (12), Тиврівському та Чечельницькому районах (по 10). У Томашпільському районі кількість хворих перевищила 500 осіб. Протягом доби померло 6 осіб, а всього в області від хвороби померла уже 401 людина. Зафіксовані летальні випадки: місто Вінниця — 169, Вінницький район — 30, Жмеринський район — 22, Козятинський район — 19, Барський район — 18, Бершадський район — 15, Хмільницький район — 14, Калинівський район — 13, Могилів-Подільський район — 10, Тростянецький район — 10, Тульчинський район — 10, Літинський район — 8, Тиврівський район — 8, Гайсинський район — 7, Немирівський район — 7, Шаргородський район — 5, місто Ладижин — 4, Іллінецький район — 4, Липовецький район — 4, Ямпільський район — 4, Піщанський район — 3, Теплицький район — 3, Томашпільський район — 3, Чернівецький район — 3, Крижопільський район — 2, Погребищенський район — 2, Чечельницький район — 2, Муровано-Куриловецький район — 1, Оратівський район — 1.
2 січня захворіло 65 осіб, з них, зокрема, 14 у м. Вінниці та 10 у Томашпільському районі. Понад 400 осіб інфікувалися у Шаргородському районі (за весь період). За добу одужало 57 осіб, летальних випадків не зафіксовано.
3 січня за добу зафіксовано 67 нових випадків коронавірусної хвороби (з них 27 у м. Вінниці), одужало 287 осіб, померло 2 особи.
4 січня виявлено 54 нових випадки (34 — у Вінниці), одужало 55 осіб.
5 січня коронавірус виявлено у 76 осіб (найбільша кількість у Вінниці — 58 випадків). Повторно коронавірус виявлено у 33 хворих. За останню добу одужали 154 особи, зареєстровано 3 летальних випадки.
6 січня зафіксовано 158 нових випадків, при цьому у м. Вінниця — 78, Бершадському та Вінницькому районах — по 14, Літинському районі — 13. За весь період на Вінниччині захворіло понад 23 тисячі осіб, а зокрема у Бершадському районі за весь період уже захворіло понад 600 осіб. При цьому кількість одужаших в області є вищою — 178 осіб протягом останньої доби, всього побороли хворобу уже понад 16 тисяч осіб. У той ж час, протягом доби зафіксовано 6 летальних випадків.
7 січня за добу виявлено 250 нових випадків. Найільше захворіло у Вінниці (83), Немирівському районі (27), Козятинському та Тульчинському районах (по 17), Томашпільському районі (16), Хмільницькому районі (13). У Чернівецькому районі уже захворіло понад 100 осіб (за весь період). В області за добу одужало 219 осіб, померло 2 особи.
8 січня захворіло 107 осіб, з них 73 особи в обласному центрі. У Літинськом районі кількість інфікованих осіб досягла 500. При цьому за добу в області одужала 391 особа, летальних випадків не зафіксовано.
9 січня виявлено 61 новий випадок. Найбільша кількість зафіксована у Гайсинському районі — 18, м. Ладижині — 14 та м. Вінниці — 10. За добу одужало 400 осіб, а загальна кількість осіб, що подолали хворобу, перевищила 17 тисяч.
10 січня зафіксовано 69 нових випадків коронавірусної хвороби, з яких 40 у м. Вінниці та 12 у Гайсинському районі. Одужало 166 осіб, померло 2 особи.
11 січня виявлено 97 нових випадків, серед яких найбільше у Вінниці (57) та Жмеринському районі (10). Одужало 199 осіб, зафіксовано 3 летальних випадки.
12 січня зафіксовано захворювання у 121 особи, зокрма у м. Вінниця — 41, Жмеринському районі — 13, Калинівському та Хмільницькому районі — по 12, Томашпільському районі — 10. За весь період кількість випадків хвороби у Жмеринському районі перевищила 1000, Хмільницькому районі — 600, Іллінецькому районі — 500. За добу одужали 338 осіб, зафіксовано 7 летальних випадків.
13 січня зафіксовано 211 нових випадків захворювання. Найбільша кількість у м. Вінниці (85), Хмільницькому районі (20), Вінницькому районі (16), Могилів-Подільському районі (11), Немирівському районі (10). За весь період уже захворіло понад 24 тис. осіб, у Липовецькому районі за весь період захворіло понад 300 осіб, а у Крижопільському районі — 200. За добу одужала 331 особа, а за весь період подолали захворювання понад 18 тис. осіб. Також протягом доби зафіксовано 5 летальних випадків.
14 січня коронавірус виявлено у 216 осіб, найбільша кількість нових хворих у м. Вінниця (106), Гайсинському районі (16), Бершадському та Хмільницькому районі (по 12), Томашпільському районі (11). Повторно коронавірус виявлено у 22 хворих. За останню добу одужали 300 осіб.
15 січня зафіксовано 208 нових випадків, серед них у м. Вінниці — 91, Томашпільському районі — 17, Немирівському та Калинівському районах — по 15. Уже понад 11 тисяч осіб захворіло за весь час у Вінниці, понад 900 осіб — у Калинівському районі, понад 500 осіб — у Гайсинському районі. Одужало 369 осіб.
16 січня захворювання виявлено у 227 осіб, найбільша кількість у м. Вінниця (120), Томашпільському районі (22), Бершадському районі (16). Загальна кількість випадків у Тиврівському районі досягла 900, у Погребищенському районі перевищила 200. За добу одужало 320 осіб (всього понад 19 тисяч), померло 5 хворих.
17 січня зафіксовано 176 нових випадків захворювання на коронавірус, серед них найбільше випадків виявлено у Вінниці (58), Вінницькому районі (14), Хмільницькому районі (13), Томашпільському районі (12), Тиврівському районі (10). Зокрема, у Томашпільському районі за весь час уже захворіло понад 600 осіб. За добу одужало 204 особи, від захворювання померло 8 осіб.
18 січня кількість виявлених випадків у Вінницькій області сягнула 25000. За добу виявлено 102 нових хворих, серед яких 59 у м. Вінниця та 10 у Вінницькому районі. При цьому, одужало 147 осіб, 4 людини померло.
19 січня повідомляється про одужання 793 осіб (всього — 20259). При цьому за добу захворіло 73 особи, з них 54 в обласному центрі. Від ускладнень померло ще 5 осіб.
20 січня коронавірус виявлено у 177 осіб, найбільше випадків зафіксовано у м. Вінниця (72), Томашпільському районі (15), Хмільницькому та Вінницькому районах (по 14), Жмеринському районі (11). Одужали 302 особи, зафіксовано 4 летальних випадки.
21 січня виявлено 187 нових випадків захворювання, серед яких у м. Вінниця — 85, Чечельницькому районі — 12, Вінницькому районі — 11. За останню добу одужали 299 осіб, 3 осіб померло від ускладнень.
22 січня зафіксовано 162 нових випадків, серед яких 70 — у м. Вінниця, 15 — у Бершадському районі та 10 — у Хмільницькому районі. Загальна кількість випадків у Бершадському районі сягнула 700. За добу подолало хворобу 270 осіб, всього — понад 21 тис. осіб.
23 січня за добу виявлено 178 нових випадків, одужало 310 осіб, померло 8 осіб. У Хмільницькому районі загальна кількість випадків перевищила 700, а у Ладижині — 300.
24 січня виявлено 122 нових випадки, серед них 55 зафіксовано у м. Вінниця, 15 — у Хмільницькому районі, 14 — у Бершадському районі. У Немирівському районі кількість випадків перевищила 700. За добу одужало 159 осіб, зафіксовано 7 летальних випадків.
25 січня коронавірус виявили у 67 осіб, зокрема 37 випадків зафіксовано в обласному центрі. Одужало 116 осіб, 3 людини померли від ускладнень.
26 січня виявлено 53 нових випадки (всього понад 26 тисяч), зокрма 34 випадки зареєстровані у Вінниці. За останню добу одужали 214 осіб. Від ускладнень померло 4 особи.
27 січня коронавірус виявлено у 157 осіб, найбільше випадків зафіксовано у м. Вінниця — 87, Літинському районі — 11, Хмільницькому районі — 10. Понад 600 випадків за весь час уже зафіксовано у Могилів-Подільському районі. За останню добу одужало 176 осіб, померла 1 особа.
28 січня кількість нових випадків за добу зросла до 251. Найбільше нових випадків зафіксовано у м. Вінниця — 108, Вінницькому районі — 21, Томашпільському районі — 19, Гайсинському та Немирівському районах — по 12. При цьому кількість осіб, що одужали, вперше за останні двадцять днів є нижчою. Повідомляється, що хворобу подолали уже 1000 дітей та 1909 медпрацівників. Нових летальних випадків не зафіксовано.
29 січня зафіксовано 282 нових випадки. Найбільше виявлено у м. Вінниця (116), Томашпільському районі (28), Вінницькому районі (24), Чечельницькому районі (22), Бершадському районі (14), Могилів-Подільському районі (11). В обласному центрі уже зафіксовано понад 12 тисяч випадків, Тульчинському районі — 400, а в Оратівському районі — 100. Одужало 158 осіб. Також зафіксовано 5 летальних випадків, а всього на Вінниччині від ускладнень, спричинених коронавірусною хворобою, померла уже 501 особа (статистика за регіонами: м. Вінниця — 231, Вінницький район — 36, Жмеринський район — 24, Козятинський район — 21, Бершадський та Барський райони — по 19, Хмільницький район — 17, Калинівський район — 14, Тиврівський район — 12, Тульчинський район — 11, Могилів-Подільський та Тростянецький райони — по 10, Літинський та Немирівський райони — по 8, Гайсинський та Шаргородський райони — по 7, Теплицький район — 6, м. Ладижин, Липовецький та Ямпільський район — по 5, Іллінецький, Піщанський та Томашпільський райони — по 4, Крижопільський та Чернівецький райони — по 3, Муровано-Куриловецький, Оратівський, Погребищенський та Чечельницький райони — по 2).
30 січня коронавірусну хворобу підтвердили у 240 осіб. Найбільше випадків виявлено у м. Вінниці (95), Томашпільському районі (17), Немирівському районі (16), Бершадському районі (13), Хмільницькому районі (11) та Вінницькому районі (10). Одужало 366 осіб, зафіксовано 2 летальних випадки.
31 січня в області зареєстровано 126 нових випадків (всього уже понад 27 тисяч), серед них, зокрема, 59 у Вінниці та по 10 у Хмільницькому та Томашпільському районах. Одужало 116 осіб, зафіксовано 2 летальних випадки.

#### Лютий
1 лютого зафіксовано 79 нових випадків коронавірусної хвороби (найбільше у Вінниці — 24), одужало 115 осіб (всього — понад 23 тисячі), 2 людини померли внаслідок спричинених ускладнень.
2 лютого коронавірус виявили у 61 особи, серед яких 43 випадки виявлено в обласному центрі. За останню добу одужали 164 особи та зареєстровано 5 летальних випадків.
3 лютого коронавірус виявлено у 192 осіб, зокрема 96 випадків зафіксовано у м. Вінниця та 15 — у Хмільницькому районі. Одужало 180 осіб, проте зафіксовано 9 смертей.
4 лютого захворювання виявлено у 235 осіб, у тому числі 97 випадків виявлено у м. Вінниця, 38 — у Томашпільському районі, 13 — у Чернівецькому районі та 12 — у Немирівському районі. За добу одужало 239 осіб, всього уже подолали хворобу 1055 дітей та 2015 медпрацівників. Також протягом доби зарєстровано 5 летальних випадків.
5 лютого коронавірус виявлено у 271 особи, найбільше за добу інфікувались у м. Вінниця (115), Томашпільському районі (28), Чернівецькому районі (16), Хмільницькому районі (15), Вінницькому районі (12). Всього по 800 випадків уже зафіксовано у Хмільницькому та Томашпільському районах, 200 випадків — у Ямпільському районі. Протягом доби також зафіксовано 176 випадків одужання та 1 летальний випадок.
6 лютого зафіксовано 247 випадків захворювання (за весь період — понад 28 тисяч), серед яких 112 — у м. Вінниці, 22 — у Томашпільському районі, по 11 — у Вінницькому та Могилів-Подільському районах. Уже понад 300 випадків зафіксовано у Тростянецькому районі. Одужало 255 осіб (за весь період — понад 24 тисячі), зафіксовано 5 летальних випадків.
7 лютого захворіло 184 особи, найбільша кількість випадків зафіксована у м. Вінниця — 89, Хмільницькому районі — 16, Бершадському районі — 14, Козятинському районі — 12. За весь час понад півтори тисячі осіб захворіли у Вінницькому районі. Протягом доби одужало 162 осои, зареєстровано 5 смертей внаслідок ускладнень, спричинених коронавірусною хворобою.
8 лютого виявлено 123 нових випадки. Найбільшу кількість випадків зафіксовано у м. Вінниця — 31, Немирівському районі — 28 (за весь період — понад 800), Томашпільському районі — 12, Могилів-Подільському районі — 10. Побороли хворобу ще 73 особи, зареєстровано 73 летальних випадки.
9 лютого коронавірусну хворобу виявлено у 47 осіб, зокрема 24 випадки виявлено у м. Вінниці та 10 у Ямпільському районі. Одужали 100 осіб, проте зафіксовано 7 летальних випадків.
10 лютого зареєстровано 271 новий випадок. Найбільше випадків у Вінниці (131), Томашпільському районі (18), Могилів-Подільському районі (14), Хмільницькому районі (13), Тиврівському районі (11), Жмеринському та Вінницькому районах (по 10). Уже понад 600 випадків зафіксовано у Гайсинському та Літинському районах і понад 500 випадків у Шаргородському районі. За добу одужало 109 осіб, померло 3 особи (за весь період 550 осіб).
11 лютого коронавірус виявлено у 391 особи, а загальна кількість за весь період перевищила 29 тисяч. Найбільше випадків зафіксовано у Вінниці (181), Хмільницькому районі (39), Мурованокуриловецькому районі (18), Немирівському районі (17), Бершадському районі (14), Жмеринському та Томашпільському районах (по 13), Козятинському районі (11), Вінницькому та Іллінецькому районах (по 10). Загальна кількість випадків у Вінниці перевищила 13 тисяч, Бершадському районі — 800, Мурованокуриловецькому районі — 200. Одужала 161 особа, від ускладнень померло 2 людини.
12 лютого захворювання виявлено у 307 осіб, серед лідерів м. Вінниця — 181 випадок, Вінницький район — 23, Хмільницький район — 13, Немирівський район — 11, Літинський район — 10. Уже понад 1000 випадків зафіксовано у калинівському районі та понад 700 у Могилів-Подільському районі. За добу обужало 207 осіб, померло 9 осіб.
13 лютого виявлено 365 нових випадків, найбільша кількість зафіксована у Вінниці (183), Вінницькому районі (23), Томашпільському районі (18), Немирівському районі (17), Тиврівському районі (15), Липовецькому та Чечельницькому районах (по 12), Жмеринському районі (10). За весь період понад 1000 випадків зафіксовано у Тиврівському районі, понад 900 випадків — у Хмільницькому районі. За добу одужало 229 осіб, померло 7 осіб.
14 лютого зареєстровано 125 нових випадків захворювання, 129 осіб одужали, 5 осіб померло внаслідок ускладнень.
15 лютого захворіло 142 особи, а загальна кількість випадків інфікування в області перевищила 30 тисяч. Найбільша кількість нових випадків зафіксована у Вінниці (63), Немирівському районі (13) та Гайсинському районі (12). У Томашпільському районі загальна кількість випадків інфікування перевищила 900. Також за добу одужало 74 особи, зафіксовано 4 летальних випадки.
16 лютого протягом доби захворіло та одужало по 209 осіб. Найбільше випадків захворювання виявлено у Вінниці — 129, Барськогму районі — 16 (всього понад 400) та Мурованокуриловецькому районі — 10. Померло 5 осіб.
17 лютого протягом доби зафіксовано 350 нових випадків, найбільше виявлено у м. Вінниці (171), Мурованокуриловецькому та Хмільницьому районах (по 21), Томашпільському районі (19), Козятинському районі (18), Немирівському районі (16), Тульчинському та Жмеринському районах (по 12). Одужали 233 особи, хворіють 4362 особи. Зареєстровано 4 летальних випадки.
18 лютого в області зафіксовано рекордні 514 випадків (всього 31194). Найбільша кількість випадків зафіксована у Вінниці — 291 (всього понад 14 тисяч), Хмільницькому районі — 33, Козятинському районі — 24, Тиврівському районі — 23, Вінницькому районі — 22, Томашпільському районі — 15, Мурованокуриловцькому районі — 14, Жмеринському районі — 12, Бершадському та Літинському районі — по 10. Одужало 136 осіб, зафіксовано 9 летальних випадків.
19 лютого знову зафіксовано рекордну кількість захворювань — 581 новий випадок. Найбільша кількість випадків виявлена у м. Вінниця — 287, Вінницькому районі — 47, Тиврівському районі — 27, Немирівському та Хмільницькому районах — по 26, Літинському районі — 19, Калинівському районі — 17, Мурованокуриловецькому районі — 15, Томашпільському районі — 14, Іллінецькому, Козятинському та Могилів-Подільському районах — по 13, Тульчинському районі — 12, Жмеринському районі — 11. Уже понад 900 випадків зафіксовано у Немирівському районі. За добу одужало 258 осіб (всього подолали хворобу понад 26 тисяч осіб). В області за весь час внаслидок ускладнень від хвороби померло 605 осіб (9 протягом останньої доби).
20 лютого зафіксовано 554 нових випадки (всього понад 32 тисячі), більша частина з яких виявлена в обласному центрі (330). Велика кількість випадків також виявлена у Вінницькому районі (31), Хмільницькому районі (27), Мурованокуриловецькому районі (24), Немирівському районі (20), Жмеринському районі (18), Могилів-Подільському районі (17), Літинському районі (15). Одужало 148 осіб, зафіксовано 6 летальних випадків.
21 лютого виявлено 482 нових випадки, одужало 99 осіб та 3 особи померло. Найбільше нових випадків зафіксовано у Вінниці — 185, Хмільницькому районі — 36, Тиврівському районі — 33, Вінницькому та Калинівському районах — по 27, Козятинському та Немирівському районах — по 24, Томашпільському районі — 21, Гайсинському районі — 13, Жмеринському районі — 11, Бершадському районі — 10. В обласному центрі за весь період уже захворіло поняд 15 тисяч осіб. в Іллінецькому районі — понад 600, в Мурованокуриловецькому районі — понад 300.
22 лютого коронавірусну хворобу виявлено у 328 осіб, зокрема найбільше випадків зафіксовано у м. Вінниця (204), Вінницькому та Мурованокуриловецькому районах (по 20), Теплицькому районі — 18, Бершадському і Літинському районах — по 13, Тульчинському районі — 11. При цьому за добу одужало лише 28 осіб. Зафіксовано 4 летальних випадки. У Теплицькому та Тульчинському районах кількість захворювань за весь час перевищила 500 осіб. Область зберігає другу позицію за поширенням інфекції. Завантаженість ліжок у лікарнях Вінниці досягнула 82 %.
23 лютого захворіло 242 особи, найбільша кількість випадків зафіксована у м. Вінниця (133), Жмеринському районі (29), Барському районі (28), Могилів-Подільському районі (17), Чернівецькому районі (16) та Вінницькому районі (10). Одужали 294 особи, зареєстровано 5 летальних випадків.

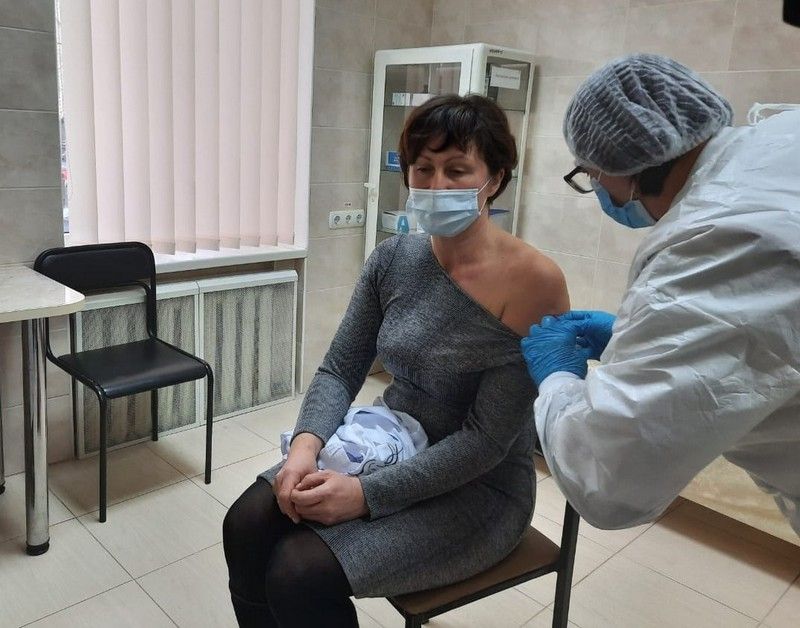
Людмила Бойко першою в області отримала щеплення від COVID-19

24 лютого зафіксовано новий рекорд захворюваності — 601 особа за добу, що також є найвищим показником по Україні. Серед регіонів області найбільша кількість випадків зафіксована у м. Вінниці — 249, Калинівському районі — 34, Хмільницькому районі — 33, Козятинському районі — 32, Томашпільському районі — 29, Вінницькому районі — 25, Немирівському та Тиврівському районі — по 23, Літинському районі — 21, Могилів-Подільському районі — 18, Бершадському та Жмеринському районі — по 16, Шаргородському районі — 15, Тульчинському районі — 13, Гайсинському та Мурованокуриловецькому районі — 12. Уже понад 1000 випадків зафіксовано у Томашпільському районі, понад 800 у Могилів-Подільському районі та понад 700 у Літинському районі. Десять осіб померло протягом останньої доби, 212 осіб подолали захворювання. В області розпочалася кампанія з вакцинації, першою отримала щеплення сімейний лікар Людмила Бойко.
25 лютого кількість нових випадків в області протягом доби продовжує зростати. Зафіксовано 639 нових випадків, захворювання, проте по Україні це вже п'ятий показник. Серед регонів області найбільше випадків зафіксовано у м. Вінниця (287), Хмільницькому районі (45), Вінницькому районі (37), Жмеринському районі (36), Немирівському районі (30), Тиврівському районі (25), Барському районі (23), Могилів-Подільському та Мурованокуриловецькому районах (по 22), Липовецькому районі (18), Козятинському районі (13), Іллінецькому, Тульчинському, Шаргородському, Чернівецькому та Ямпільському районах (по 10). Загальна кількість випадків у Немирівському районі перевищила 1000, а у Липовецькому районі досягла 400. Загальна кількість захворювань у Вінницькій області перевищила 34 тисячі, а подолали хворобу понад 27 тисяч осіб (197 протягом останньої доби). Померло 5 осіб.
26 лютого в області фіксується черговий антирекорд — 738 нових випадків на добу (всього понад 35 тисяч). Лідером по кількості захворювань є обласний центр — 399 випадків за добу (всього понад 16 тисяч). Також велика кількість випадків зафіксована у Жмеринському районі — 36, Вінницькому районі — 33, Козятинському районі — 32, Могилів-Подільському районі — 23, Тиврівському та Шарогородському районах — по 20 (зокрма у Шаргородському районі показник перевищив 600 випадків), Томашпільському районі — 19, м. Ладижин — 18, Теплицькому районі — 16, Гайсинському та Тульчинському районах — по 14, Хмільницькому районі — 13, Калинівському, Липовецькому та Чернівецькому районах — по 11 нових випадків захворювання. Одужала 141 особа, 7 осіб померло.
27 лютого зафіксовано 693 нових випадки (всього понад 36 тисяч). Найбільше випадків у Вінниці (320), Вінницькому районі (40), Бершадському районі (35), Жмеринському районі (32), Мурованокуриловецькому та Немирівському районах (по 30), Хмільницькому району (29), Барському районі (25), Тиврівському районі (22), Літинському районі (20), Шаргородському районі (16), Липовецькому районі (13), Гайсинському та Могилів-Подільському районах (по 12), Томашпільському районі (11). Понад 900 випадків зафіксовано у Бершадському районі та понад 700 — у Гайсинському районі. Одужало 139 осіб, зафіксовано 7 летальних випадків.
28 лютого зафіксовано 559 нових випадків коронавірусної хвороби, одужало 155 осіб та 10 осіб померло. Найбільша кількість нових випадків зафіксована у м. Вінниці (303), Вінницький районі (39), Жмеринському районі (32), Хмільницькому районі (29), Козятинському районі (26), Гайсинському районі (19), Іллінецькому та Тиврівському районах (по 16), Томашпільському та Тульчинському районах (по 13), Тростянецькому районі (11), Бершадському та Немирівському районах (по 10). Кількість летальних випадків в обласному центрі досягла 300.

#### Березень 2021
1 березня виявлено 598 нових випадків захворювання (всього понад 37 тисяч), при цьому одужало 78 осіб та зафіксовано 10 летальних випадків. Найбільша кількість випадків зафіксована у таких регіонах області: м. Вінниця — 278 (всього понад 17 тисяч), Хмільницький район — 43, Літинський район — 42, Вінницький район — 36, Калинівський район — 27, Гайсинський район — 25, Козятинський район — 23, Томашпільський — 19, Липовецький район — 18, Теплицький та Тиврівський райони — по 13, Немирівський район — 12. За словами заступника директора Департаменту охорони здоров'я та реабілітації ОДА Тетяни Бондаренко, в області суттєво зросла кількість пацієнтів з пневмоніями, які спричинені коронавірусною інфекцією, а також кількість активних випадків. За кількістю активних випадків Вінниччина посідає 5 місце в Україні.
2 березня коронавірус виявлено у 452 осіб, зокрема найбільшу кількість нових випадків зафіксовано у м. Вінниця — 257, Немирівському районі —46, Тиврівському районі — 28, Бершадському районі — 19, Вінницькому, Калинівському та Тульчинському районах — по 17, Жмеринському районі — 16, м. Ладижин — 14. Одужали 123 особи, зафіксовано 9 летальних випадків. Загальна кількість випадків у Піщанському районі досягла 100 — найменша кількість в області.
3 березня виявлено 577 нових випадків (всього понад 38 тисяч), а одужало 308 осіб (всього понад 28 тисяч) та зафіксовано 4 летальних випадки. Найбільша кількість нових інфікувань зареєстрована у Вінниці (268), Хмільницькому районі (44), Літинському районі (39), Калинівському районі (28), Гайсинському районі (23), Вінницькому та Козятинському районі (по 20), Шаргородському районі (17), Тростянецькому районі (16), Жмеринському, Томашпільському та Тульчинському районах (по 15), Барському районі (13). Уже понад 2 тисячі випадків зафіксовані у Вінницькому районі та понад 400 у м. Ладижині.
4 березня встановлено новий добовий рекорд — 827 випдків (всього понад 39 тисяч). Найбільше виявлено випадків у м. Вінниці — 355, Жмеринському районі — 50, Гайсинському районі — 49, Хмільницькому районі — 48, Тиврівському районі — 44, Мурованокуриловецькому районі — 36,
Вінницькому районі — 35, Калинівському районі — 32, Козятинському районі — 30, Немирівському районі — 28, Шаргородському районі — 22, Томашпільському районі — 21, Тульчинському районі — 16, Погребищенському районі — 15, Літинському районі — 10. У м. Вінниці кількість зареєстрованих випадків перевищила 18 тисяч, Козятинському районі — 1,5 тисячі, Мурованокуриловецькому районі — 400. Протягом доби одужало 239 осіб, померло 3 особи (усі летальні випадки зафіксовано у Вінниці).
5 березня Вінниччина продовжує перебувати у лідерах щодо захворюваності серед регіонів України. За добу зафіксовано 816 нових випадків. Найбільша кількість нових випадків припала на м. Вінницю (386), Вінницький район (41), Жмеринський район (35), Мурованокуриловецький і Тиврівський райони (по 34), Немирівський район (30), Липовецький район (27), Могилів-Подільський район (26), Бершадський і Чернівецький райони (по 23), Хмільницький район (20), Тульчинський район (17), Гайсинський район (16), Тростянецький район (14), м. Ладижин і Шаргородський район (по 13), Іллінецький і Літинський райони (по 12). З початку пандемії понад 1,5 тисячі випадків зафіксовано у Жмеринському районі, понад 900 — у Могилів-Подільському районі, понад 400 — у Тростянецькому районі та понад 300 — у Чернівецькому районі. Протягом доби померло 13 осіб (всього — 701), у той же час одужало 154 особи.
6 березня виявлено 714 нових випадків (всього понад 40 тисяч). Найбільша кількість зафіксована у м. Вінниці (318), Вінницьому районі (52), Могилів-Подільському районі (35), Жмеринському районі (28), Козятинському та Літинському районах (по 27), Тульчинському районі (24), Немирівському районі (23), Тиврівському та Хмільницькому районах (по 21), Барському районі (20), Теплицькому районі (16), Іллінецькому районі (15), Шаргородському та Чернівецькому районах (по 12), Калинівському районі (11), Томашпільському та Ямпільському районах (по 10). За весь час понад 1000 випадків зафіксовано у Бершадському районі (десяте місце в області). За добу одужало 213 осіб, померло 5 осіб.
7 березня зафіксовано 586 нових випадків (всього понад 41 тисяча). В той же час одужало лише 33 особи та 11 осіб померло. Кількість інфікованих у Шаргородському районі перевищила 700 осіб, у Липовецькому районі — 500, у Чечельницькому районі — 300.
8 березня у Вінницькій області зафіксовано 578 нових випадків, також повідомляється по 86 випадків одужань та 11 летальних випадків. Найбільша кількість нових випадків зафіксована у м. Вінниці (226), Калинівському районі (47), Тиврівському районі (29), Немирівському районі (28), Вінницькому районі (27), Козятинському та Могилів-Подільському районі (по 26), Літинському районі (25), Хмільницькому районі (22), Тульчинському районі (21), Томашпільському районі (18), Жмеринському та Чернівецькому районах (по 14), Мурованокуриловецькому районі (11), м. Ладижин, Теплицькому та Тростянецькому районах (по 10). Загалом у Вінниці уже зафіксовано понад 19 тисяч випадків, у Могилів-Подільському районі — понад 1000, а у Мурованокуриловцькому районі — понад 500.
9 березня знову виявлена найбільша кількість підтверджених випадків, що зареєстрована у Вінницькій області — 460. Зареєстровано 460 нових випадків, а загальна кількість захворювань в області перевищила 42 тисячі. У той же час фіксується мала кількість одужавших осіб (61) та 8 смертей протягом доби. Найбільш нових випадків зафіксовано у Вінниці — 276, Літинському районі — 40 (всього 932), Тиврівському районі — 23, Гайсинському районі — 16, Іллінецькому та Калинівському районах — по 15, Томашпільському районі —14, Вінницькому та Хмільницькому районах — по 12.
10 березня коронавірусну хворобу виявлено у 573 осіб, переважна більшість нових випадків зафіксована у Вінниці — 403. Високий рівень добової захворюваності виявлено у Барському районі (38), Могилів-Подільському районі (36), Вінницькому районі (20), Шаргородському районі (19), Жмеринському районі (14), Чернівецькому районі (11), Бершадському районі (10). Протягом доби одужало 203 особи (всього понад 29 тисяч), у той же час зафіксовано 11 летальних випадків. Хворіє 13014 осіб, в тому числі 862 дитини та 615 медпрацівників. В області уже вакциновано першою дозою 1010 осіб (третє місце по Україні).
11 березня захворіло 657 осіб (всього понад 43 тисячі). Найбільше нових випадків виявлено у м. Вінниця — 280, Жмеринському районі — 50, Могилів-Подільському районі — 49, Літинському районі — 32, Вінницькому районі — 28, Погребищенському районі — 27, Барському районі — 22, Гайсинському районі — 21, Тиврівському районі — 20, Немирівському, Чернівецькому та Шаргородському районах — по 17, Калинівському районі — 15, Хмільницькому районі — 13. Кількість захворювань у Вінниці перевищила 20 тисяч осіб, у Гайсинському районі — 900, Барському районі — 600, Погребищенському районі — 300. Одужало 345 осіб, зафіксовано 4 летальних випадки (всього померла 751 особа).
12 березня в області зафіксовано новий рекорд захворюваності — 940 осіб за добу. Найбільша кількість випадків виявлена у м. Вінниці — 337, Хмільницькому районі — 51, Могилів-Подільському районі — 48, Калинівському районі — 47, Барському районі — 45, Вінницькому районі — 44, Жмериннському та Тульчинському районах — по 38, Іллінецькому районі — 35, Гайсинському та Немирівському районах — по 31, Тивріському районі — 29, Козятинському районі — 28, м. Ладижині — 23, Томашпільському районі — 20, Шаргородському районі — 16, Крижопільському та Мурованокуриловецькому районах — по 14. Всього понад 1,5 тисячі випадків зафіксовано у Хмільницькому районі, понад 700 — у Іллінецькому та Тульчинському районах. Одужало 328 осіб, зафіксовано 13 летальних випадків.
13 березня виявлено 932 нових випадки (всього 45328). Найбільша кількість випадків у м. Вінниці (406), Барському районі (64), Жмеринському районі (61), Тиврівському районі (45), Вінницькому районі (41), Липовецькому районі (36), Могилів-Подільському районі (34), Козятинському районі (30), Тульчинському районі (28), Мурованокуриловцькому районі (25), Шаргородському районі (23), Калинівському районі (20), Чернівецькому районі (19), Тростянцькому районі (15), Літинському та Хмільницькому районах (по 10). Кількість осіб, що захворіли на COVID-19 за весь період у Тиврівському районі перевищила 1,5 тисячі, а у Барському районі — 700 осіб. За добу в області одужало 256 осіб, померло 8 осіб.
14 березня зафіксовано 635 нових випадків, одужало 254 особи (всього понад 30 тисяч), 1 особа померла. Найбільше нових випадків виявлено у Вінниці — 294 (всього понад 21 тисяча), Немирівському районі — 58, Жмеринському районі — 52, Вінницькому районі — 46, Могилів-Подільському районі — 41, Гайсинському районі — 31, Тиврівському районі — 29, Шаргородському районі — 15, Теплицькому та Томашпільському районах — по 13, Крижопільському районі — 10 (всього понад 300).
15 березня коронавірус виявлено у 425 осіб (всього понад 46 тисяч). Серед регіонів області найбільше випадків зафіксовано у Вінниці (122), Козятинському районі (50), Калинівському районі — 41, Літинському районі — 26, Мурованокуриловецькому районі (22), Хмільницькому районі (21), Погребищенському районі (19), Вінницькому районі (18), Гайсинському та Тростянецькому районах — по 16, Жмеринському районі — 13; Тиврівському районі (12), Тульчинському та Шаргородському районі — по 11. Понад 1000 випадків уже виявлено у Гайсинському та Літинському районах, понад 800 — у Шаргородському районі, понад 600 — у Теплицькому районі.
16 березня в області було виявлено «британський» штам коронавірусу. Зафіксовано 921 новий випадок (всього 47310), 257 осіб одужали та 16 осіб померло. Найбільше нових випадків зафіксовано у м. Вінниці (375), Могилів-Подільському районі (66), Вінницькому районі (51), Барському районі (40), Жмеринському районі (37), Калинівському та Тиврівському районах (по 33), Немирівському районі (28), Хмільницькому районі (27), Бершадському та Липовецькому районах (по 25), Іллінецькому районі (23), Тульчинському районі (21), Літинському районі (20), Гайсинському районі (19), Козятинському районі (18), Чернівецькому районі (12), Тростянецькому районі (10). Всього уже понад 600 випадків зафіксовано у Липовецькому районі та понад 400 — у Чернівецькому районі.
17 березня зафіксовано 749 нових випадків (всього понад 48 тисяч). Найбільша кількість нових захворювань виявлена у Вінниці — 264, Барському районі — 73, Козятинському районі — 64, Жмеринському районі — 43, Тиврівському районі — 41, Могилів-Подільському районі — 37, Калинівському районі — 32, Вінницькому районі — 30, Гайсинському та Немирівському районах — по 23, Крижопільському районі — 21, Шаргородському районі — 18, Тульчинському районі — 17, Бершадському районі — 16, Томашпільському районі — 12. Загальна кількість випадків у Калинівському районі перевищила 1,5 тисячі, у Барському та Тульчинському районах — 800. Протягом доби одужала 221 особа. За весь період на Вінниччині внаслідок ускладнень, спричинених коронавірусною хворобою, померло 807 осіб, у т.ч. 12 протягом останньої доби.
18 березня виявлено 751 новий випадок. Найбільша кількість випадків зафіксована у м. Вінниці (232), Могилів-Подільському районі (48), Барському районі (47), Жмеринському районі (42), Вінницькому районі (41), Погребищенському районі (38), Немирівському районі (37), Калинівському районі (28), Літинському рфйоні (26), Гайсинському та Томашпільському районах (по 25), м. Ладижині (23), Бершадському районі (20), Шаргородському районі (18), Мурованокуриловецькому та Тульчинському районах (по 16), Чернівецькому районі (11), Козятинському районі (10). За весь період у Вінниці зафіксовано понад 22 тисячі випадків, Вінницькому районі — понад 2,5 тисячі. Одужало 282 особи (всього понад 31 тисяча). Померло 15 осіб.
19 березня на Вінниччині зафіксовано рекордних 950 випадків (всього 49763 випадки). Найбільш захворіло у м. Вінниці — 317, Жмеринському районі — 55, Тиврівському районі — 47, Вінницькому районі — 45, Барському та Могилів-Подільському районах — по 42, Козятинському районі — 41, Гайсинському районі — 39, Бершадському районі — 35, Погребищенському районі — 32, Калинівському районі — 29, Літинському районі — 25, Хмільницькому районі — 24, Іллінцькому та Шаргородському районах — 22, Оратівському та Тульчинському районах — 20, Мурованокуриловецькому районі — 12, Липовецькому та Піщанському районах — по 11, Томашпільському районі — 10. Всього понад 600 випадків зафіксовано у Мурованокуриловецькому районі, понад 400 — у Погребищенському районі та понад 300 — у Ямпільському районі. Одужала 241 особа, померло 15 осіб.
20 березня зареєстровано 820 нових випадків (всього 50583). У Жмеринському районі загальна кількість випадків перевищила 2 тисячі, а у м. Ладижин — 500. За добу одужало 185 осіб, померло 15 осіб.
21 березня зафіксовано 659 нових випадків (всього понад 51 тисяча). Найбільша кількість зареєстрована у Вінниці (191), Тиврівському районі (73), Козятинському районі (67), Немирівському районі (59), Бершадському районі (44) Хмільницькому районі (36), Шаргородському районі (27), Вінницькому та Гайсинському районах (по 23), Жмеринському районі (19), Крижопільському районі (14), Мурованокуриловцькому районі (13), Липовецькому та Тульчинському районі (по 12). Всього у Вінниці зафіксовано понад 23 тисячі випадків, у Немирівському районі — понад 1,5 тисячі, у Шаргородському районі — понад 900, у Тростянецькому районі — понад 500. За добу одужало 258 осіб, померло 14 осіб.
22 березня зафіксовано 507 нових випадків, серед яких у м. Вінниці — 225, Калинівському районі — 70, Хмільницькому районі — 37, Жмеринському районі — 35, Тиврівському районі — 25, Вінницькому та Літинському районі — по 21, Погребищенському районі — 15, Бершадському районі — 11, Шаргородському районі — 10. За останню добу одужали 190 осіб (всього понад 32 тисячі), зареєстровано 15 летальних випадків.
23 березня в області зафіксовано 712 нових випадків (всього понад 52 тисячі). Найбільша кількість виявлена у Вінниці (214), Могилів-Подільському районі (61), Барському районі (57), Козятинському районі (55), Гайсинському районі (38), Немирівському районі (29), Вінницькому районі (27), Оратівському районі (26), Жмеринському районі (23), Ладижині та Липовецькому районі (по 20), Калинівському районі (18), Іллінецькому та Шаргородському районах (по 17), Тиврівському районі (16), Бершадському районі (12), Піщанському та Чернівецькому районах (по 11). Всього понад 1000 випадків зафіксовано у Барському районі та понад 200 — в Оратівському районі. У Вінницькій області внаслідок ускладнень, спричинених коронавірусною хворобою, померла 901 особа (20 за останню добу). Одужало 506 осіб.
24 березня зафіксовано 616 нових випадків (всього понад 53 тисячі). Найбільше виявлено у Вінниці (174), Козятинському районі (58), Жмеринському та Крижопільському районах (по 41), Шаргородському районі (30), Тростянецькому районі (29), Калинівському районі (28), Тиврівському районі (25), Могилів-Подільському районі (22), Хмільницькому районі (21), Липовецькому районі (20), Погребищенському районі (18), Вінницькому районі (16), Ладижині та Немирівському районі (по 13), Бершадському та Літинському районах (по 12), Гайсинському районі (10). Всього уже понад 2 тисячі випадків зафіксовано у Козятинському районі, понад 700 — у Липовецькому районі, понад 400 — у Крижопільському районі. Одужало 458 осіб (всього понад 33 тисячі). У той же час знову померло від ускладнень 20 осіб.
25 березня виявлено 773 нових випадки коронавірусної хвороби. Одужало 388 осіб, кількість смертей знову дорівнює двадцяти. Найбільше нових випадків зафіксовано у м. Вінниці — 264, Тиврівському районі — 57, Барському районі — 48, Жмеринському районі — 43, Калинівському районі — 33, Тростянецькому районі — 29, м. Ладижині та Погребищенському районі — по 27, Немирівському районі — 25, Козятинському та Шаргородському районах — по 22, Вінницькому районі — 21, Гайсинському районі — 19, Липовецькому та Теплицькому районах — по 16, Могилів-Подільському, Мурованокуриловецькому та Чернівецькому районах — по 14, Хмільницькому районі — 12, Літинському районі — 10. Загальна кількість випадків у Шаргородському районі перевищила тисячу (15 місце в області).
26 березня зафіксовано 846 нових випадків захворювання. Найбільше виявлено у м. Вінниці — 338 (всього понад 24 тисячі), м. Вінниця – 340; Козятинському районі — 77, Вінницькому районі — 41, Жмеринському районі — 37, Калинівському і Могилів-Подільському районах — по 36, Гайсинському та Хмільницькому районах — по 34, Барському районі — 22, Оратівському районі — 20, Шаргородському районі — 19, Немирівському та Тульчинському районах — по 17, Бершадському районі — 16, Крижопільському районі — 15, Погребищенському районі — 14 (всього понад 500), Чернівецькому районі — 12, Іллінецькому районі — 11, Тростянецькому районі — 10. Одужало 272 особи, зафіксовано 20 летальних випадків. Хворіє понад 20 тисяч осіб.
27 березня зафіксовано 726 нових випадків (всього 55438). Найбільша кількість виявлена у м. Вінниці (261), Козятинському районі (61), Барському районі (47), Шаргородському районі (34), Могилів-Подільському районі (33), Тиврівському районі (29),  Вінницькому та Крижопільському районах (по 27), Немирівському районі (25), Гайсинському районі (24), Жмеринському районі (18), Хмільницькому районі (17), м. Ладижині (16, всього 612), Тростянецькому районі (15), Іллінецькому та Погребищенському районах (по 14), Липовецькому районі (13), Мурованокуриловецькому районі (11). Одужало 437 осіб (всього понад 34 тисячі), померло 19 осіб.
28 березня виявлено 434 нових випадки, при цьому одужало 412 осіб. Найбільшу кількість нових випадків зафіксовано у м. Вінниці (144), Вінницькому районі (35), Немирівському районі (34), Тульчинському районі (30), Жмеринському та Тиврівському районах (по 24), Гайсинському та Хмільницькому районах (по 22), Могилів-Подільському районі (19), Барському районі (12), Тростянецькому районі (11), Погрбищенському районі (10). Загальна кількість зафіксованих випадків у Тростянецькому районі перевищила 600, а у Чернівецькому районі — 500. У той же час в області уже зареєстровано 1000 смертей внаслідок ускладнень від коронавірусної хвороби (20 випадків протягом останньої доби). За регіонами області померло у Вінниці — 439 осіб, Вінницькому районі — 71, Барському, Жмеринському та Хмільницькому районах — по 39, Козятинському районі — 38, Бершадському районі — 34, Могилів-Подільському районі — 32, Тиврівському районі — 27, Тульчинському районі — 23, Калинівському районі — 22, Гайсинському районі — 19, Липовецькому районі — 18, Тростянецькому та Шаргородському районі — по 17, Літинському районі — 15, Немирівському та Теплицькому районах — по 13, Ладижині — 12, Муровано-Куриловецькому районі — 11, Іллінецькому та Томашпільському районах — по 10, Чернівецькому районі — 8, Крижопільському та Чечельницькому районах — по 7, Оратівському та Піщанському районах — по 6, Ямпільському районі — 5, Погребищенському районі — 3.
29 березня зафіксовано 366 нових випадків (всього понад 56 тисяч). Найбільше зареєстровано у Вінниці (43), Барському, Тиврівському та Шаргородському районах (по 23), Козятинському та Мурованокуриловецькому районах (по 19), Липовецькому та Чернівецькому районах (по 18), Бершадському, Вінницькому та Калинівському районах (по 17), Жмеринському, Немирівському та Хмільницькому районах (по 15), Піщанському районі (14), Літинському та Могилів-Подільському районіх (по 13), Іллінецькому районі (12), Оратівському районі (11). Одужало 200 осіб, померло 20 осіб.
30 березня захворювання виявлно у 426 осіб.
31 березня в області зафіксовао 439 нових випадків (всього поад 57 тисяч), найбільшу кількість виявлено у м. Вінниці — 130, Козятинському районі — 40, Вінницькому районі — 23, Барському, Жмеринському, Іллінецькому та Хмільницькому районах — по 20, Гайсинському районі — 17, м. Ладижині — 16, Калинівському, Могилів-Подільському, Немирівському, Погребищенському, Тростянецькому, Тульчинському, Чернівецькому та Шаргородському районах — по 10. У Піщанському районі за весь період зафіксовано 200 випадків захворювання (найменший показник в області), у той же час в обласному центрі, де зафіксовано найбільше випадків, кількість перевищила 25 тисяч. Одужало 132 особи (всього понад 35 тисяч), знову зафіксовано 20 летальних випадків.

#### Квітень 2021
1 квітня захворювання виявлено у 850 осіб. Найбільша кількість випадків зафіксована у м. Вінниці (318), Гайсинському районі (43), Жмеринському районі (40), Калинівському районі (37), Тростянецькому районі (36), Вінницькому районі (31), Бершадському районі (30), Тиврівському та Тульчинському районах (по 28), Барському районі (25), Погребищенському районі (24), Могилів-Подільському районі (22), Немирівському районі (21), Козятинському та Хмільницькому районах (19), Чернівецькому районі (18), Шаргородському районі (14), м. Ладижині та Липовецькому районі (13), Оратівському районі (11), Томашпільському районі (10). У Тиврівському районі загальна кількість випадків перевищила 2000, а у Тульчинському районі — 1000. Протягом доби одужало 408 осіб, померло 18 осіб.
2 квітня виявлено 815 нових випадків (всього 58766). Найбільша кількість випадків зафіксована у Вінниці – 203, Козятинському районі – 57, Могилів-Подільському районі — 53, Тиврівському районі — 52, Вінницькому районі — 46, Літинському районі — 42, Немирівському районі — 41, Бершадському районі — 38, Шаргородському районі — 32, Жмеринському та Тростянецькому районах — по 30, Гайсинський та Калинівському районах – по 29, Тульчинському районі — 24, Іллінецькому та Погребищенському районах — 18, Ладижині — 16, Барському районі — 14. В Іллінецькому районі кількість випадків перевищила 900, а в Погребищенському районі — 600. Одужали 522 особи, померло 23 хворих (всього 1101 особа).
3 квітня виявлено 625 нових випадків захворювання (всього 59390), у той же час одужало більше людей — 771 (всього 36759). Найбільше нових випадків зафіксовано у Вінниці (186), Могилів-Подільському районі (45), Тульчинському районі (29), Барському та Козятинському районах (по 28), Калинівському та Шаргородському районах (по 26), Мурованокуриловецькому та Тростянецькому районах (по 24), Вінницькому районі (21), Погребищенському районі (19), Гайсинському, Тиврівському та Хмільницькому районах (по 17), Липовецькому та Чернівецькому районах (по 16), Немирівському районі (15), Жмеринському та Літинському районах (по 12), Теплицькому районі (10). Загальна кількість випадків у Липовецькому районі перевищила 800, а у Мурованокуриловецькому районі — 700. Протягом доби в області зафіксовано 19 летальних випадків (всього 1120).
4 квітня зафіксовано 388 нових випадків. Найбільшу кількість виявлено у Вінниці — 142, Немирівському районі — 30, Вінницькому районі — 25 (всього понад 3 тисячі), Жмеринському районі — 23, Бершадському та Тульчинському районах — по 19, Барському та Гайсинському районах — по 16, Тиврівському районі — 12, Липовецькому та Тростянецькому районах — по 11, Козятинському та Хмільницькому районі — по 10. Одужала 401 особа (всього понад 37 тисяч), у той же час померло 24 особи.
5 квітня в області за добу зафіксовано 229 нових випадків, а загальна кількість випадків перевищила 60 тисяч. Найбільше нових випадків зафіксовано у Вінниці (57), Бершадському районі (39), Могилів-Подільському районі (22), Тульчинському районі (17), Козятинському районі (15), 
Іллінецькому районі (11), Жмеринському та Хмільницькому районах (по 10). Одужало 233 особи, померло 15 осіб.
6 квітня зафіксовано 446 нових випадків. Серед них найбільша кількість виявлена у Вінниці (133), Бершадському районі (42), Калинівському районі (39), Козятинському районі (27), Тиврівському районі (21), Могилів-Подільському та Тульчинському районах (по 20), Шаргородському районі (19), Тростянецькому районі (18), Барському районі (16), Вінницькому районі (15), Жмеринському та Літинському районах (по 11), Погребищенському районі (10). Кількість зафіксованих випадків у Вінниці перевищила 26 тисяч. У той же час одужало 755 осіб (всього понад 38 тисяч). Від ускладнень внаслідок захворювання зафіксовано 17 летальних випадків.
7 квітня виявлено 562 нових випадки (всього понад 61 тисяча). Найбільша кількість нових випадків зафіксована у Вінниці — 214, Калинівському районі — 47 (всього понад 2 тисячі), Тульчинському районі — 33, Жмеринському районі — 28, Гайсинському та Могилів-Подільському районі — по 22, Вінницькому районі — 19, Козятинському районі — 18, Тростянецькому районі — 16, Погребищенському районі — 15, Немирівському районі — 14, Ладижині — 13 (всього 702), Барському та Теплицькому районі — по 12, Літинському районі — 10. За добу одужало 469 осіб. Померло 25 осіб (всього 1201).
8 квітня зафіксовано 604 нових випадки. Найбільша кількість у Вінниці (221), Козятинському районі (48), Калинівському районі (45), Бершадському районі (38), Літинському районі (29), Гайсинському районі (27), Погребищенському районі (25), Тростянецькому районі (19), Вінницькому та Жмеринському районах (по 16), Могилів-Подільському та Тульчинському районах (по 15), Шаргородському районі (14), Оратівському та Тиврівському районах (по 13), Ладижині (11). Позначки у 1,5 тисячі випадків досягнули у Барському та Гайсинському районі, понад 700 випадків зафіксовано у Теплицькому районі. Одужала 621 особа (всього понад 39 тисяч). Померло 28 осіб.
9 квітня виявлено 640 нових випадків (всього понад 62 тисячі). Найбільша кількість нових випадків захворювання виявлена у Вінниці (154), Тульчинському районі (60), Могилів-Подільському районі (52), Бершадському районі (43), Калинівському районі (41), Козятинському районі (39), Тиврівському районі (25), Хмільницькому районі (23), Вінницькому районі (21), Іллінецькому районі (20), Липовецькому та Немирівському районах (по 16), Жмеринському районі (14), Літинському та Погребищенському районах (по 13), Барському районі (12), Тростянецькому районі (11), Теплицькому районі (10). Кількість випадків у Погребищенському районі досягла 700, у Чернівецькому районі — перевищила 600, а у Чернівецькому районі — 500. Одужало 518 осіб, померло 25 осіб.
10 квітня зафіксовано 438 нових випадків, серед яких найбільшу кількість виявлено у Вінниці (117), Тульчинському районі (51), Калинівському районі (34), Бершадському районі (27), Козятинському районі (25), Вінницькому районі (22), Хмільницькому районі (18), Гайсинському та Могилів-Подільському районах (по 17), Жмеринському та Тиврівському районах (по 12). Загальна кількість випадків у Тростянецькому районі перевищила 800. За добу одужало 657 осіб (всього понад 40 тисяч). Протягом доби внаслідок ускладнень, спричинених коронавірусною хворобою, померло 20 осіб.
11 квітня зафіксовано 143 нових випадки. Найбільшу кількість виявлено у м. Вінниці (22), Тиврівському районі (16), Тульчинському районі (13), Немирівському та Погребищенському районах (по 11), Жмеринському районі (10). Одужало 597 осіб (всього понад 41 тисяча), померло 6 осіб.
12 квітня виявлено 159 нових випадків, з них, зокрема, 88 — у Вінниці, 15 — у Вінницькому районі, 10 — у Липовецькому районі. Загальна кількість випадків у Хмільницькому районі перевищила 2 тисячі. За добу зареєстровано 16 летальних випадків. Одужало 319 осіб.
13 квітня зафіксовано 342 нових випадки (всього понад 63 тисячі), одужало 715 осіб (всього 42 тисячі) та 20 осіб померло. Найбільше нових випадків зафіксовано у Вінниці (93), Калинівському районі (34), Літинському районі (31), Могилів-Подільському районі (30), Тиврівському районі (16), Ямпільському районі (14) Липовецькому районі (12), Гайсинському та Козятинському районах (по 11), Барському районі (10). Всього понад 2 тисячі випадків уже зафіксовано у Могилів-Подільському районі.
14 квітня зафіксовано 380 випадків. Найбільша кількість зафіксована у Вінниці — 115 (всього понад 27 тисяч), Козятинському районі — 25, Тростянецькому районі — 24, Тиврівському районі — 18, Барському, Могилів-Подільському та Шаргородському районах — по 17, Жмеринському районі — 16, Погребищенському та Ямпільському районах — по 14, Вінницькому та Хмільницькому районах — по 13, Немирівському районі — 11. Одужало 599 осіб, померло 12 осіб.
15 квітня виявлено 450 нових випадків захворювання (всього понад 64 тисячі), одужало 405 осіб (всього понад 43 тисячі). Найбільша кількість нових випадків зареєстрована у Вінниці — 117, Калинівському районі — 29, Бершадському, Козятинському та Тростянцькому районах — по 23, Немирівському районі — 22, Погребищенському районі — 21, Жмеринському районі — 20, Літинському районі — 18, Крижопільському та Могилів-Подільському районах — по 14, Тульчинському районі — 13, Гайсинському, Тиврівському та Чернівецькому районах — по 12, Оратівському та Томашпільському районах — по 11, Вінницькому та Іллінецькому районах — по 10. Понад 300 випадків зафіксовно в Оратівському районі. За добу в області внаслідок ускладнень зафіксовано 15 смертей.
16 квітня зафіксовано 404 нові випадки, одужало 602 особи, померло 20 осіб. Найбільшу кількість випадків зафіксовано у Вінниці — 103, Тульчинському районі — 31, Шаргородському районі — 26, Козятинському районі — 24, Липовецькому районі — 23, Бершадському районі — 20, Могилів-Подільському та Таплицькому районах — по 18, Гайсинському районі — 16, Калинівському районі — 15, Вінницькому районі — 14, Ладижині — 13, Тростянецькому районі — 11, Іллінецькому районі — 10. Загальна кількість випадків у Липовецькому районі перевищила 900, Ямпільському районі — 400.
17 квітня зафіксовано 344 нових випадки, найбільшу кількість виявлено у Вінниці — 112, Калинівському районі — 35, Бршадському районі — 21, Козятинському районі — 18, Жмеринському районі — 17, Погребищенському районі — 15, Тростянецькому районі — 14, Могилів-Подільському та Хмільницькому районах — по 13, Вінницькому та Шаргородському районах — по 11. В Іллінецькому районі кількість випадків перевищила 1000, а у Тростянецькому районі досягла 900. Одужало 578 осіб (всього понад 44 тисячі) та 15 осіб помрло внаслідок ускладнень, спричинених хворобою.
18 квітня виявлено 177 нових випадків (всього понад 65 тисяч). Найбільша кількість нових випадків зареєстрована у Вінниці (51), Калинівському районі (18), Оратівському районі (14), Бершадському районі (13), Гайсинському районі (10). Одужало 320 осіб, померло 10 осіб.
19 квітня зафіксовано 122 випадки, зокрема найбільше нових випадків виявлено у Вінниці (52), Бершадському районі (19), Іллінецькому районі (10). Одужало 406 осіб, зафіксовано 3 летальних випадки.
20 квітня зафіксовано 211 нових випадків, з них, зокрема 91 у Вінниці, 23 у Могилів-Подільському районі, 21 у Жмеринському районі, 15 у Бершадському районі, 13 у Літинському районі. Одужало 568 осіб (всього понад 45 тисяч), померло 17 осіб.
21 квітня виявлено 327 нових випадків. Найбільша кількість зареєстрована у м. Вінниці — 68, Гайсинському районі — 25, Козятинському районі — 23, Тростянецькому районі — 22, Бершадському районі — 21, Жмеринському районі — 17, Могилів-Подільському районі — 15, Віницькому, 
Калинівському та Шаргородському районі — по 13, Погребищенському районі — 11. Одужало 394 особи, зафіксовано 9 летальних випадків.
22 квітня виявлено 448 нових випадків (усього понад 66 тисяч). Найбільшу кількість зафіксували у Вінниці (99), Бершадському районі (40), Калинівському районі (36), Гайсинському районі (27), Хмільницькому районі (23), Вінницькому районі (21), Тростянецькому та Теплицькому районах (по 19), Могилів-Подільському районі (15), Жмеринському, Тульчинському та Ямпільському районах (по 14), Погребищенському та Тиврівському районах (по 13), Літинському та Шаргородському районах (по 11). Загальна кількість випадків у Погребищенському районі перевищила 800. За добу одужало 726 осіб (всього понад 46 тисяч), померло 17 осіб.
23 квітня виявлено 259 нових випадків. Зокрема, 48 випадків виявлено у Вінниці, 22 — у Могилів-Подільському районі, 18 — у Калинівському рвйоні, 13 — у Жмеринському районі, 12 — у Ладижині, 10 — у Козятинському районі. Одужало 773 особи (всього понад 47 тисяч), померло 6 осіб.
24 квітня зафіксовано 332 нових випадки. Найбільша кількість виявлена у Вінниці (77), Бершадському районі (38), Тульчинському районі (23), Калинівському районі (19), Вінницькому районі (18), Гайсинському районі (17), Могилів-Подільському районі (14), Хмільницькому районі (13), Ладижині та Шаргородському районі (по 10). Одужало 419 осіб, померло 12 осіб. Понад 800 випадків загалом зафіксовано в Ладижині.
25 квітня виявлено 119 нових випадків захворювання. Найбільшу кількість нових випадків зафіксовано Бршадському районі (30), м. Вінниці та Літинському районі (по 13), Погребищенському районі (12), Козятинському районі (10). Одужало 446 осіб (понад 48 тисяч), зафіксовано 3 летальних випадки.
26 квітня зареєстровано 60 підтверджених випадків захворювання, зокрема 24 у Вінниці. За останню добу одужали  463 особи.
27 квітня виявлено 134 нових випадки (всього понад 67 тисяч). Найбільше виявлено у Могилів-Подільському районі (25), Вінниці (21) та Козятинському районі (14). У Теплицькому районі загальна кількість випадків перевищила 800. За добу одужало 576 осіб (всього понад 49 тисяч), померло 13 осіб. Понад 20,5 тисяч мешканців області отримали першу дозу вакцини.
28 квітня зафіковано 223 нових випадки коронавірусної хвороби, найбільша кількість яких виявлена у Вінниці — 63 (всього понад 28 тисяч), Могилів-Подільському районі — 22, Калинівському районі — 13, Тиврівському районі — 12, Бершадському та Жмеринському районах — по 11, Іллінецькому районі — 10. Одужало 608 осіб та зафіксовано 13 летальних випадків.
29 квітня виявлено 276 нових випадків. Найбільшу кількість зафіксовано у м. Вінниці (76), Калинівському районі (25), Хмільницькому районі (17), Гайсинському та Козятинському районах (по 15), Могилів-Подільському районі (14), Бершадському та Теплицькому районах (по 13), Піщанському районі (11), Жмеринському районі (10). Одужало 684 особи (понад 50 тисяч), померло 9 осіб.
30 квітня коронавірус виявлено у 214 осіб. Найбільша кількість випадків зафіксована у Вінниці — 67, Могилів-Подільському районі — 20, Вінницькому районі — 19, Шаргородському районі — 13, Жмеринському районі — 12, Бершадському районі — 11, Калинівському районі — 10. Одужали 752 особи (всього понад 51 тисяча). У той ж час в області зафіксовано 11 летальних, за всь час внаслідок ускладнень від коронавірусної хвороби померло 1506 осіб.

#### Травень 2021
1 травня захворіло 204 особи (всього інфікувались понад 68 тисяч). Найбільше захворіло у Вінниці (36), Бершадському районі (23), Козятинському районі (18), Хмільницькому районі (11). Загальна кількість випадків у Піщанському районі перевищила 300. Одужало 607 осіб, зафіксовано 7 летальних випадків.
2 травня захворіло 92 особи, видужало — 102 (всього понад 52 тисячі), померло — 3.
3 травня виявлено 64 нових випадків, найбільша кількість яких виявлена у Вінниці (18) та Вінницькому районі (10). Одужало 139 осіб. Зафіксовано 2 летальних випадки.
4 травня кількість нових випадків зменшилася до 27, у той же час зафіксовано 11 летальних випадків. За добу одужала 261 особа.
5 травня зафіксовано 31 новий випадок. Нові випадки інфікування фіксувалися у Вінниці (18), Могилів-Подільському районі (10) та Барському районі (3). Одужало 153 особи, 8 осіб померло.
6 травня виявлено 147 випадків. Найбільша кількість нових випадків виявлена у Вінниці (30), Тростянецькому районі (22), Козятинському районі (14), Жмеринському та Погребищенському районі (по 13), Барському районі (10). У Тростянецькому районі загальна кількість випаків перевищила 1000. Одужало 406 осіб (всього понад 53 тисячі), померло 16 осіб.
7 травня на Вінниччині виявлено 205 нових випадків захворювання. Найбільша кількість зафіксована у Вінниці (63), Калинівському районі (15), Козятинському районі (14), Могилів-Подільському, Немирівському та Ямпільському районах (по 11), Жмеринсьому районі (10). Одужало 489 осіб, зафіксовано 10 летальних випадків.
8 травня зареєстровано 225 нових випадків, одужало 610 осіб (всього понад 54 тисячі), померло 8 осіб.
9 травня зафіксовано 73 нових випадки. Найбільше нових випадків зафіксовнано у Бершадському районі — 22 (всього понад 2 тисячі) та у Вінниці — 13. Одужало 212 осіб, померла 1 особа.
10 травня зафіксовано 38 нових випадків захворювання, зокрема найбільша кількість виявлена у Піщанському районі (12 випадків), де загальна кількість є наймншою на Вінниччині. Кількість випадків у Мурованокуриловецькому районі перевищила 800. За останню добу одужало 117 осіб, померло 5 осіб.
11 травня виявлено 39 нових випадків, одужало 372 особи, померло 2 особи.
12 травня зафіксовано 63 нових випадки (всього понад 69 тисяч), найбільша кількість виявлена у Тростянецькому районі (12 випадків), одужало 574 особи (всього 55 тисяч), померло 11 осіб.
13 травня в області зафіксовано 128 нових випадків. Найбільшу кількість виявлено у Бершадському районі (20), Козятинському районі (18), Теплицькому районі (10). Загальна кількість випадків у Крижопільському районі досягла 600. На Вінниччині уже одужало 56 тисяч мешканців (597 протягом останньої доби). За добу зафіксовано 2 летальних випадки.
14 травня виявлено 126 нових випадків коронавірусної хвороби. Найбільша кількість зафіксована у Вінниці (45), Могилів-Подільському районі (12), Бршадському районі (11). Одужало 608 осіб, зафіксовано 7 летальних випадків.
15 травня виявлено 141 новий випадок захворювання. Найбільша кількість нових випадків зафіксована у Вінниці (35), Бршадському районі (19), Могилів-Подільському районі (15). Одужало 604 особи (всього понад 57 тисяч), зафіксовано 12 летальних випадків.
16 травня зафіксовано 62 випадки, зокрема найбільша кількість зафіксована у Вінниці (12) та Оратівському районі (11). 496 осіб одужали та 3 особи померло.
17 травня зафіксовано 17 нових випадків. Одужало 380 осіб (всього понад 58 тисяч), зареєстровано 1 летальний випадок.
18 березня коронавірус виявлено у 44 осіб. Найбільше нових випадків в обласному центрі — 16. Одужало 802 особи.
19 травня зафіксовано 128 нових випадків, з них 19 — у Бершадському районі, по 11 — у Піщанському та Тростянецькому районах, по 10 — у Вінниці та Теплицькому районі. Одужало 643 особи (всього понад 59 тисяч), зафіксовано 8 летальних випадків від ускладнень.
20 травня виявлено 117 нових випадків. Найбільше зафіксовано у Бершадському районі (18), м. Вінниці (17) та Тиврівському районі (10). Одужала 731 особа (всього понад 60 тисяч), зафіксовано 3 летальних випадки.
21 травня зафіксовано 134 випадки захворювання. Найбільше підтверджених випадків у м. Вінниці (50), Тиврівському районі (14), Теплицькому районі (13), Гайсинському районі (12), Бершадському районі (10). Одужали 445 осіб, зафіксовано 9 летальних випадків.
22 травня виявлено 80 випадків захворювання (всього понад 70 тисяч), з них 17 випадків зафіксовано в обласному центрі. Одужало 633 особи (всього понад 61 тисяча), померло 6 осіб.
23 травня зафіксовано 68 нових випадків. Найбільшу кількість зареєстровано у Вінниці (27) та Тиврівському районі (10). Всього понад 700 випадків зареєстровано у Чернівецькому районі. Одужало 713 осіб (всього понад 61 тисяча), померло 2 особи.
24 травня в області виявлено 39 нових випадків, з них 12 у Вінниці. Одужало 403 особи, зафіксовано 2 летальних випадки.
25 травня на Вінниччині зафіксовано 47 нових випадків, зокрема по 12 випадків зафіксовано у Гайсинському та Могилів-Подільському районах. Одужало 809 осіб (всього понад 63 тисячі), зареєстровано 3 летальні випадки.
26 травня виявлено 97 нових випадків. Найбільша кількість зареєстрована у Вінниці (16), Бершадському районі (15) та Могилів-Подільському районі (11). Одужало 485 осіб, зафіксовано 4 летальних випадки.
27 травня захволіло 76 жителів області. У Немирівському районі загальна кількість випадків перевищила 2 тисячі. За добу одужало 697 осіб (всього понад 64 тисячі), троє осіб померло.
28 травня зафіксовано 63 нових випадки, з них по 12 у м. Вінниці, Бершадському та Калинівському районах. Загальна кількість випадків в Оратівському районі досягла 400. 718 осіб одужало (всього понад 65 тисяч), 2 особи померло.
29 травня виявлено 58 нових випадків, з них 13 в обласному центрі. Одужало 529 осіб, 1 особа померла внаслідок ускладнень.
30 травня зафіксовано 15 нових випадків, одужало 411 осіб (всього понад 66 тисяч), 2 особи померло від спричинених ускладнень.
31 травня зафіксовано 23 нових випадки, одужала 291 особа, померло 2 особи.

#### Літо 2021

##### Червень 2021
За період з 1 по 10 червня в області зафіксовано 284 випадки (всього 70796). Кількість осіб, що одужали перевищила 68 тисяч, всього померло 1682 особи.
23 червня зафіксовано 20 нових випадків (загальна кількість перевищила 71 тисячу), при цьому одужало 33 особи (загальна кількість перевищила 69 тисяч), також зафіксовано 1 летальний випадок.

##### Липень 2021
2 липня зафіксовано смерть чоловіка після вакцинації препаратом Pfizer.

##### Серпень 2021
Темпи зараження помітно сповільнюються.

## Запобіжні заходи
З 12 березня на Вінниччині запровадили карантин, котрий, як планувалося, буде тривати до 3 квітня (його подовжено), заборонені: масові заходи, концерти, спортивні змагання. Зачинено усі навчальні заклади.
Станом на 1 червня Укрзалізниця не отримала рішення про послаблення карантину від регіональної комісії з питань техногенно-екологічної безпеки та надзвичайних ситуацій Вінницької обласної державної адміністрації. Відкрити міжобласне сполучення, заплановано на 15 червня для запобігання можливого спалаху захворюваності у зв'язку з прийдешніми поминальними днями (свято Трійці). Даний захід вжито як запобіжний, хоча Вінницька область проходить за критеріями для послаблення карантинних заходів. Враховуючи велику кількість проданих квитків, пізніше прийнято рішення дозволити курсування потягів «Інтерсіті». Днем пізніше, 2 червня, прийнято рішення про відновлення міжобласних автобусних перевезень.
З 10 червня відновилося перевезення пасажирів залізничним транспортом в усіх видах внутрішнього сполучення між регіонами.

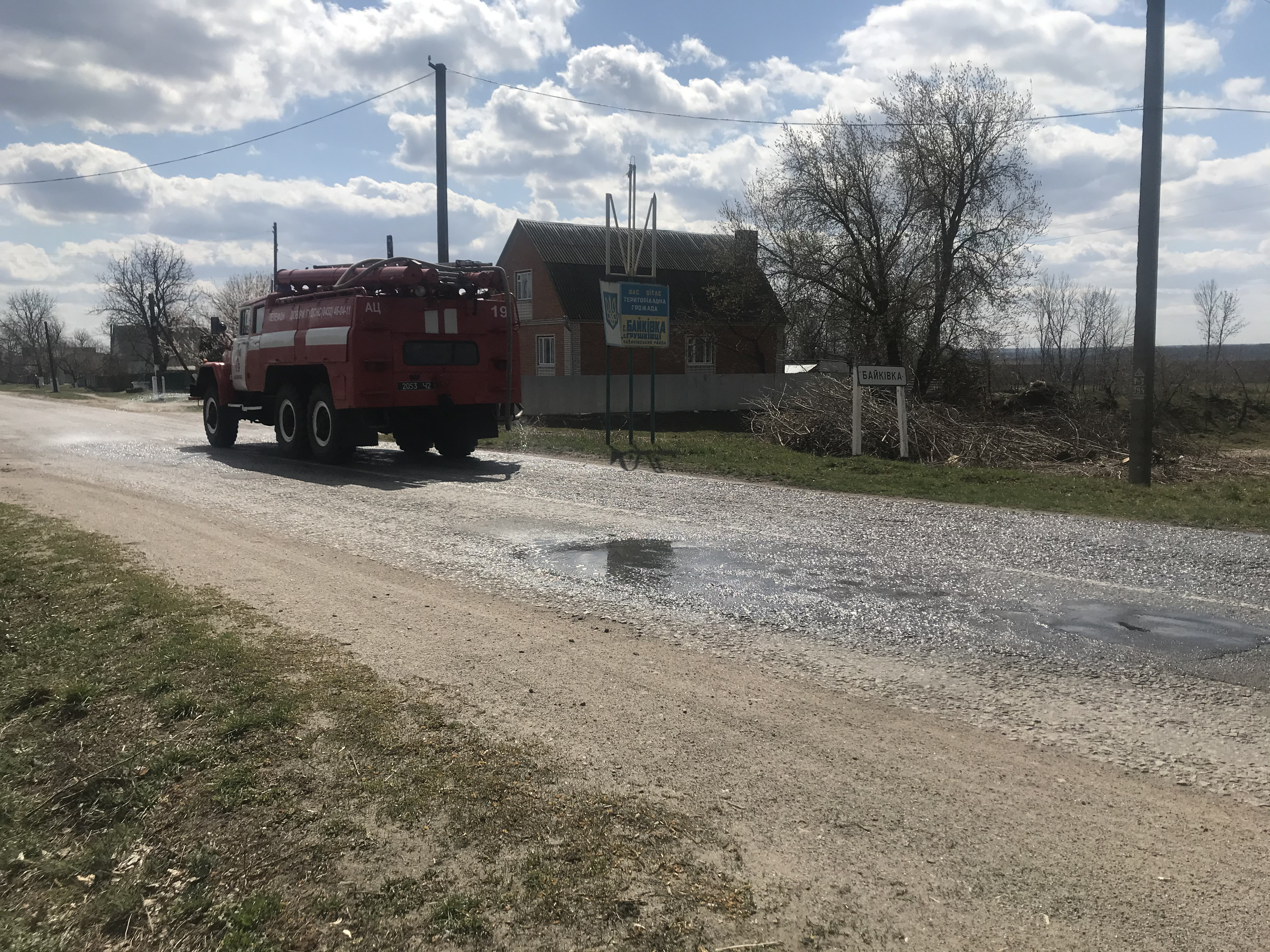
Санітарна обробка вулиць у Калинівському районі
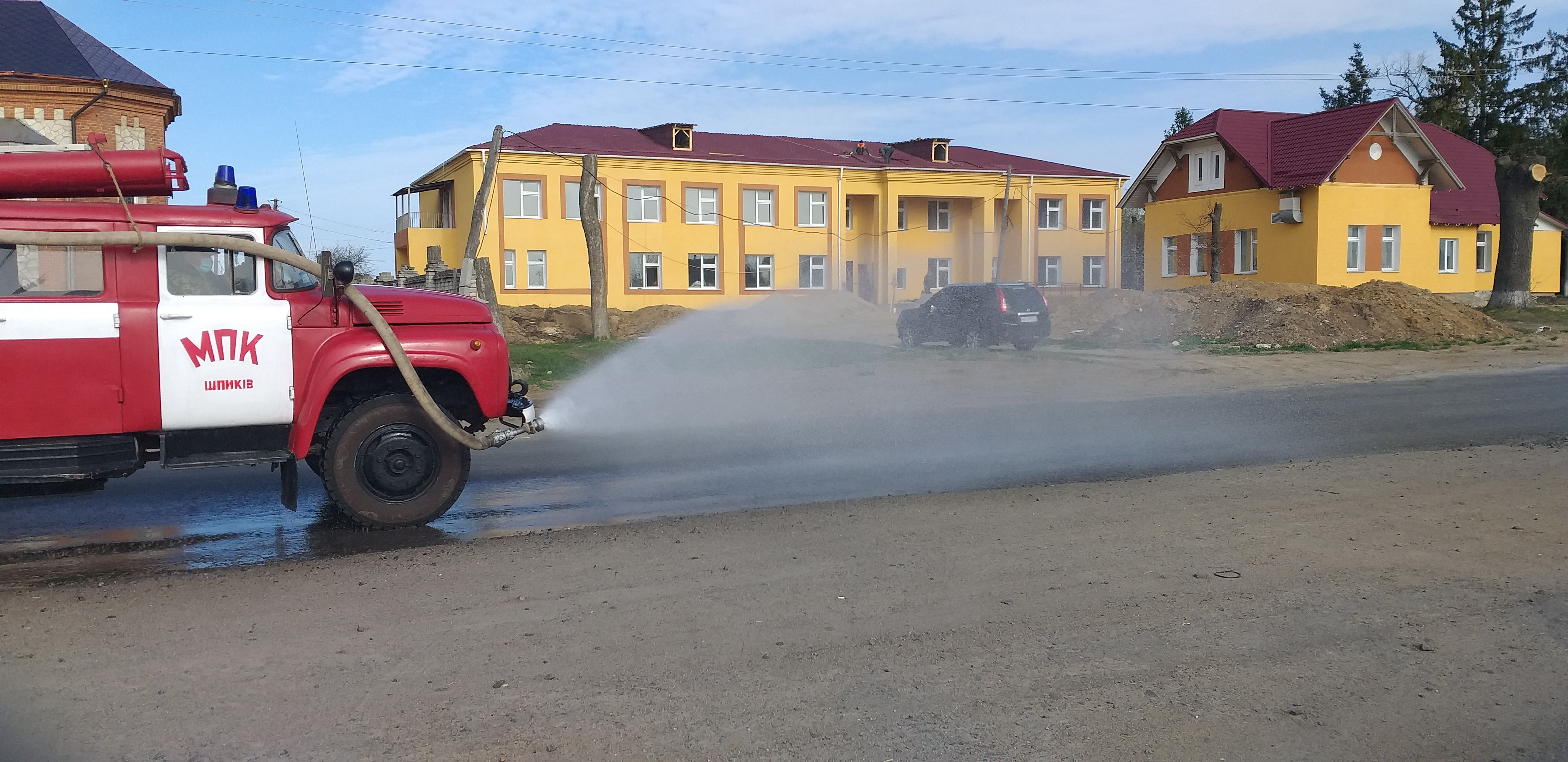
Дезинфекція вулиць у смт Шпикові Тульчинського району
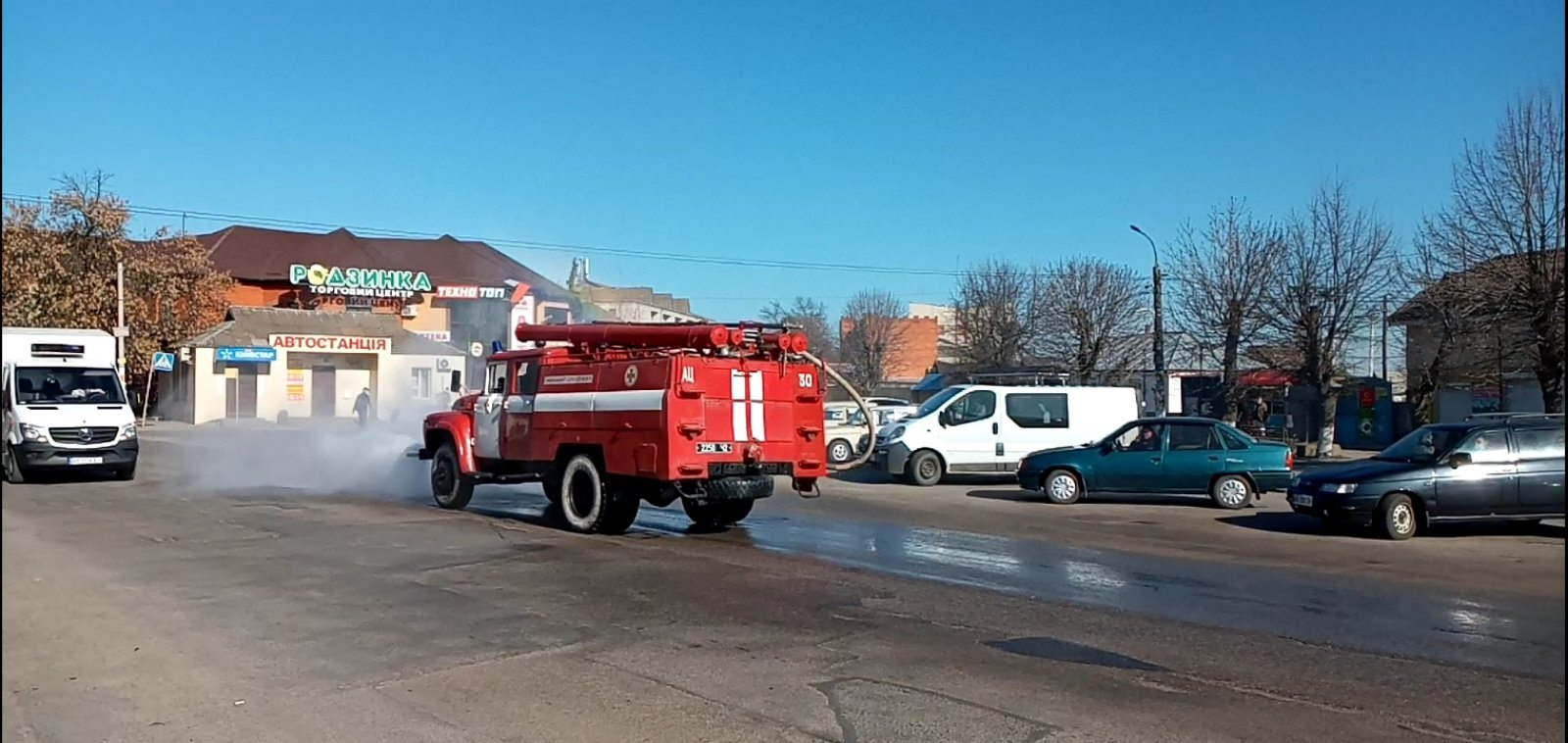
Дезинфекція центральних вулиць Липовця
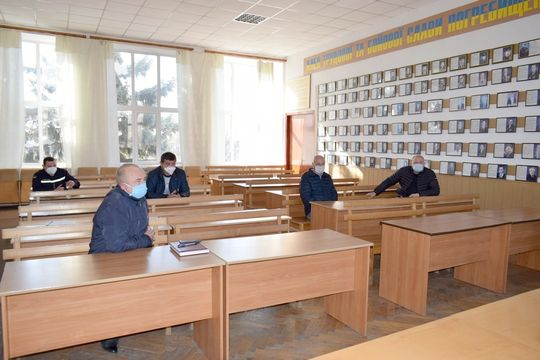
Засідання оперативного штабу з ліквідації наслідків надзвичайно ситуації на території Погребищенського району
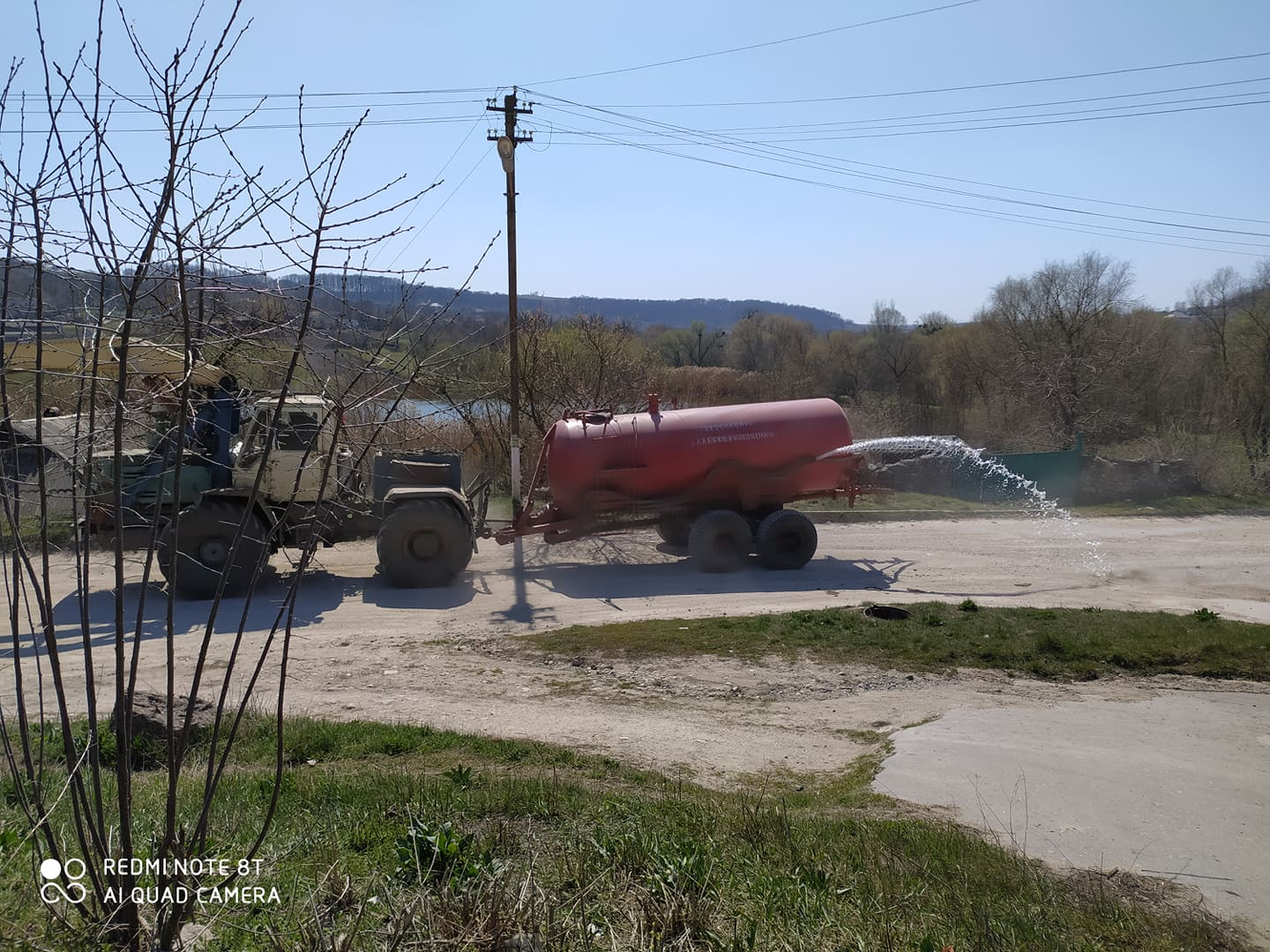
Санітарна обробка вулиць у Крижопільському районі